# Västerås

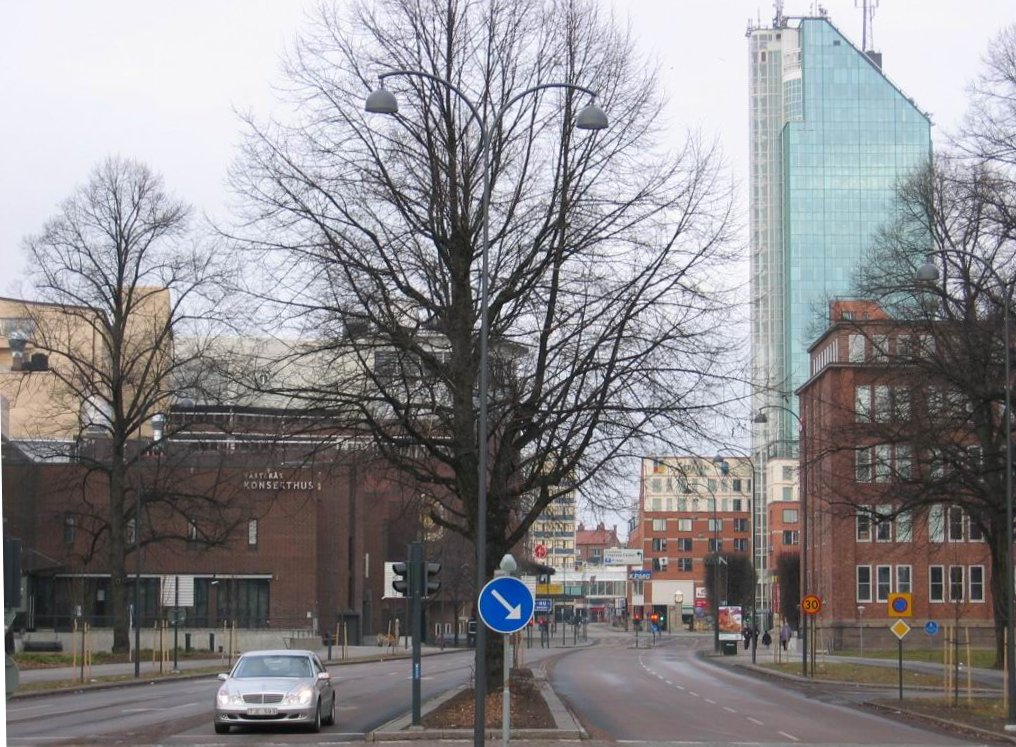
Centrala Västerås med konserthuset till vänster och skyskrapan, även kallad Skrapan till höger.

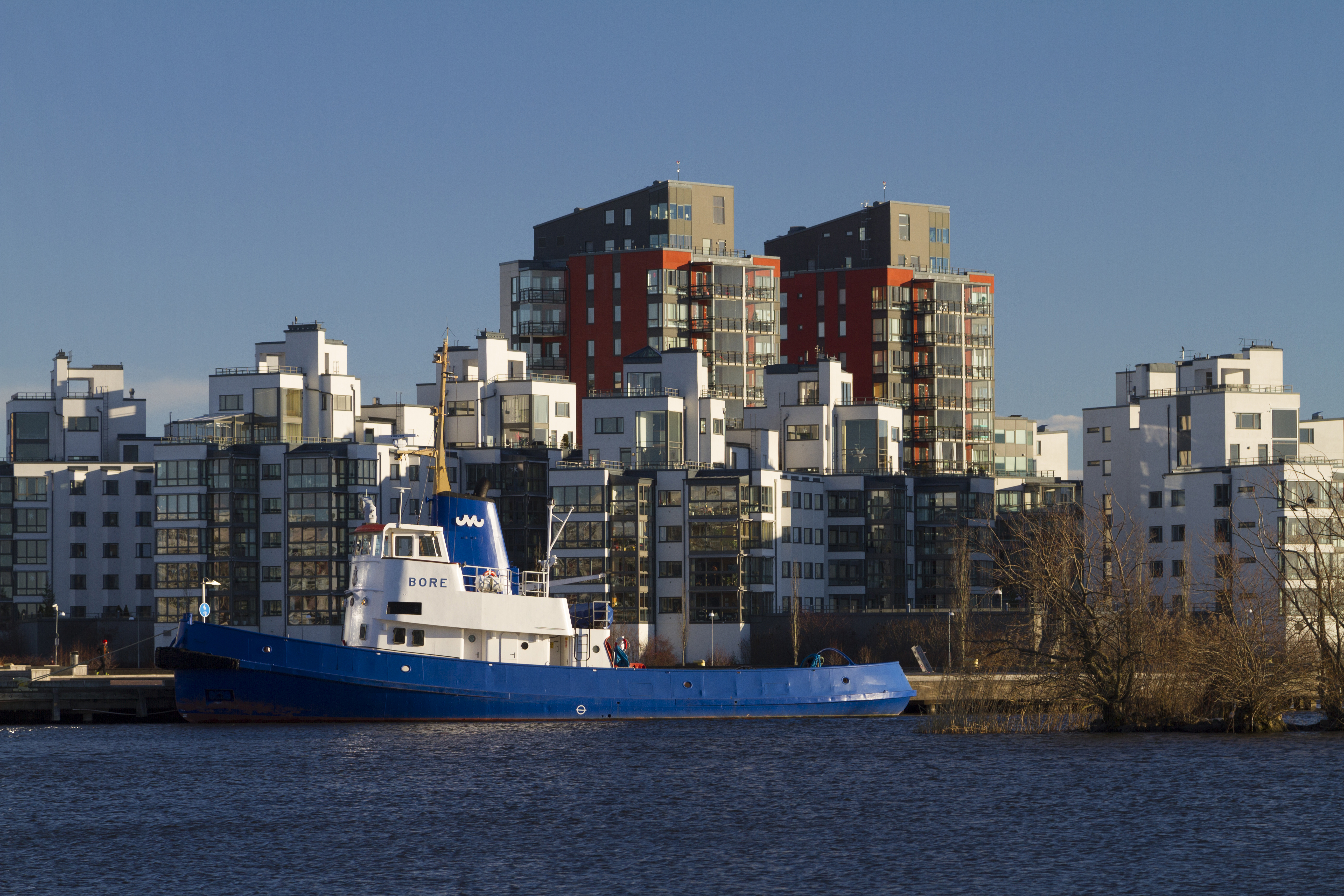
Bostadsområdet Lillåudden i Västerås.

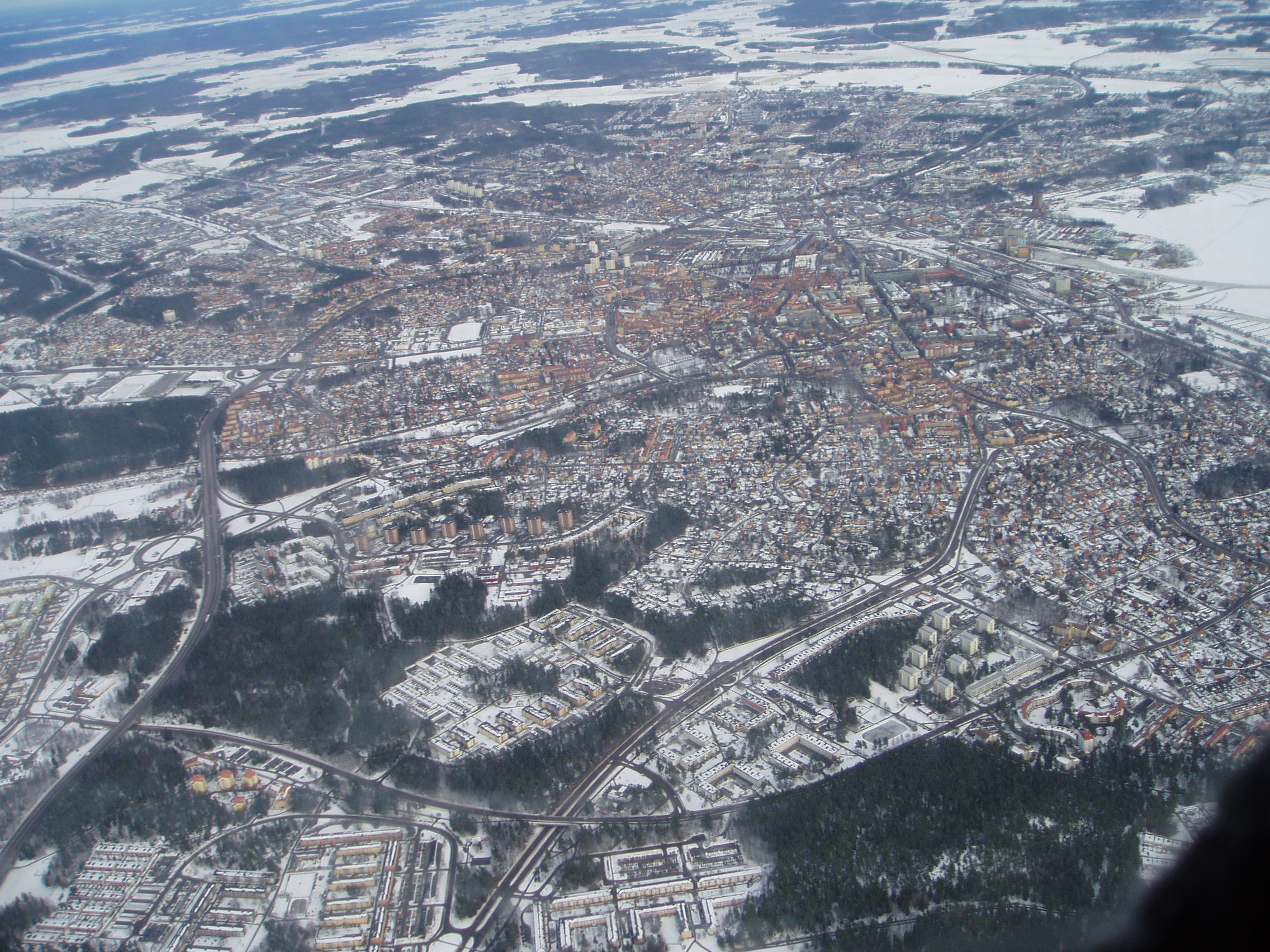
Flygbild över Västerås från väster. Till vänster går E18. I förgrunden stadsdelen Råby.

Västerås uttal (fil) är en tätort i Västmanland samt centralort för Västerås kommun, residensstad för Västmanlands län och stiftsstad för Västerås stift. Västerås är Sveriges sjätte största tätort med 131 643 invånare (2023) i tätorten, och kommunen har 159 662 invånare (2023) Staden ligger vid Mälarens norra strand cirka 10 mil väster om Stockholm.
Två av Europas största företag inom elektrifiering och kraftöverföring, Asea och Svenska Metallverken, startades i Västerås runt år 1900 och har en betydande del i stadens framväxt. Bolagen var båda två involverade i elektrifieringen av dåtidens Sverige.

## Namn

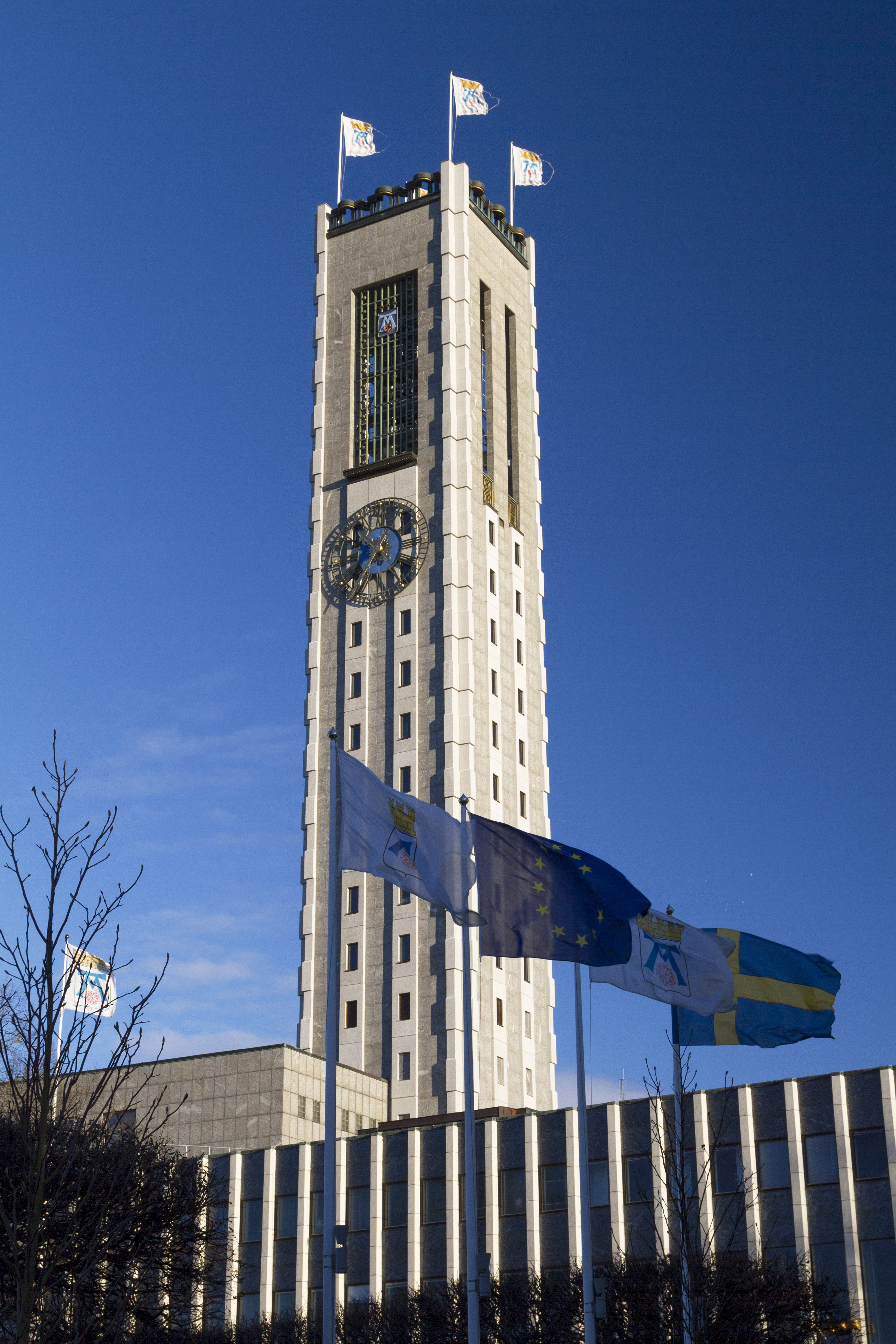
Västerås Stadshus

Stadens tidigaste namn var Westra Aros, Västra Aros, där Västra avser väderstreck och Aros betyder åmynning och syftar på Svartåns utlopp i Mälaren. Östra Aros (som var nuvarande Gamla Uppsalas hamn), från början bara Aros, låg vid Fyrisåns utlopp i Mälaren, och heter idag Uppsala. Orten omnämns i Florenslistan, ursprungligen från 1103, som "Arosa".
Namnet förkortades under 1200-talet och första hälften av 1300-talet som væstrearoos (1331) eller som Væstraaros. I mitten av 1300-talet försvann det första a:et i Væstraaros och former som Wæsteraros 1356 och Wæstaros 1368 uppstod. Det långa o:et i os förkortades sedan och föll så småningom bort. Namnet skrevs under senare hälften av 1300-talet bland annat som Vestrars 1384 och Wæsterars 1396. Omkring 1400 hade långt a övergått till å och uttalen Västrå'rs och Västerå'rs uppstod. Genom denna vokalförändring började under 1500-talet former med å ersätta former med a. Så är till exempel Vesterå(h)rs den vanligaste formen i Gustaf I:s registratur 1560, där även flera exempel på stavning utan r förekommer. I början av 1600-talet var r helt försvunnet och namnet skrevs enbart som Västerås. Att efterledets slutliga form har blivit -ås har nog underlättats av att Västerås ligger ett stycke väster om en ås, Badelundaåsen. Har även stavats Westerås.
Staden heter på latin Arosia. På stadens medeltida sigill står Arosiensis, den latinska adjektivformen av Arosia.

## Historia

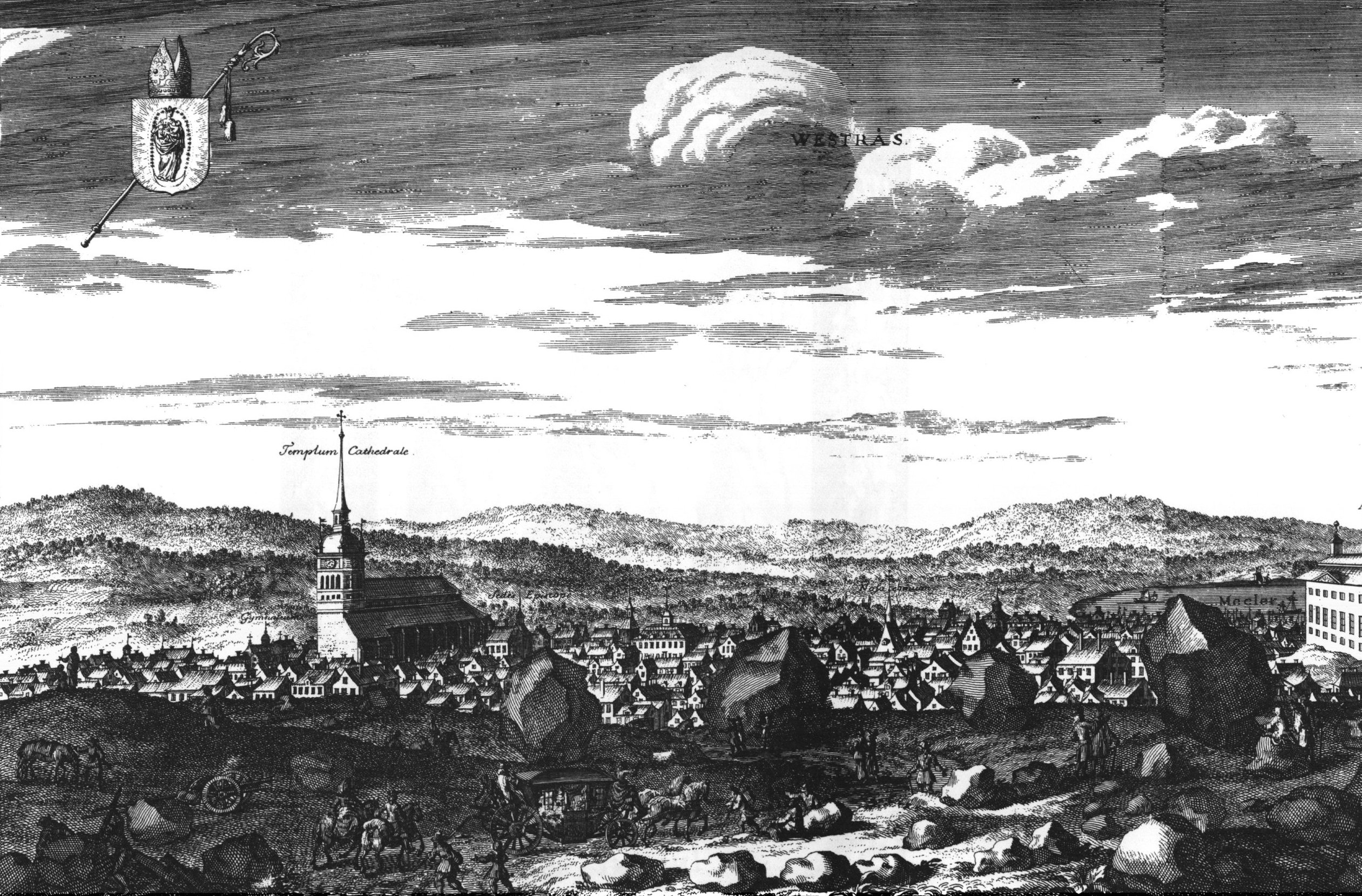
Västerås omkring år 1700. Ur Suecia antiqua et hodierna.

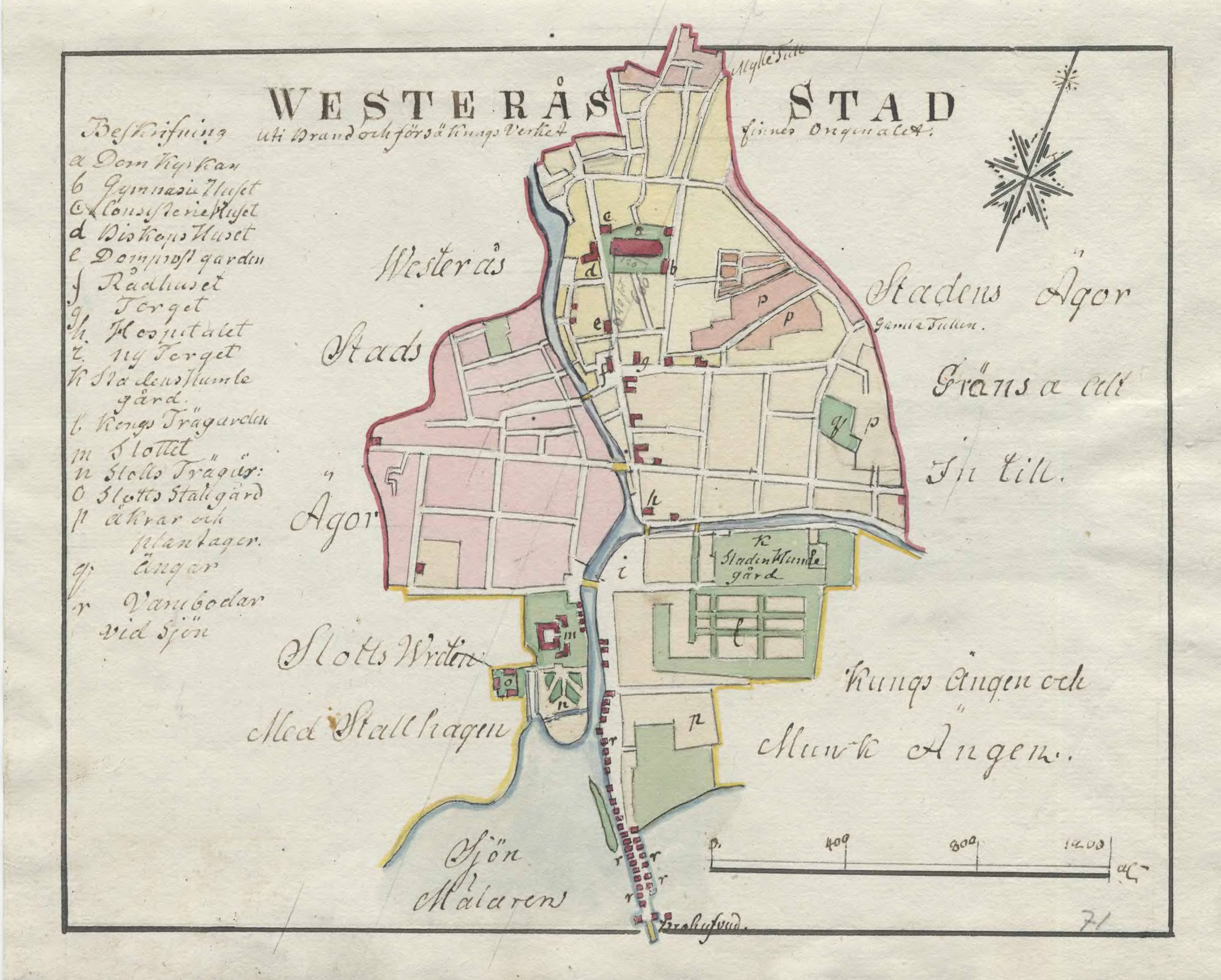
Karta över Västerås från 1790-talet

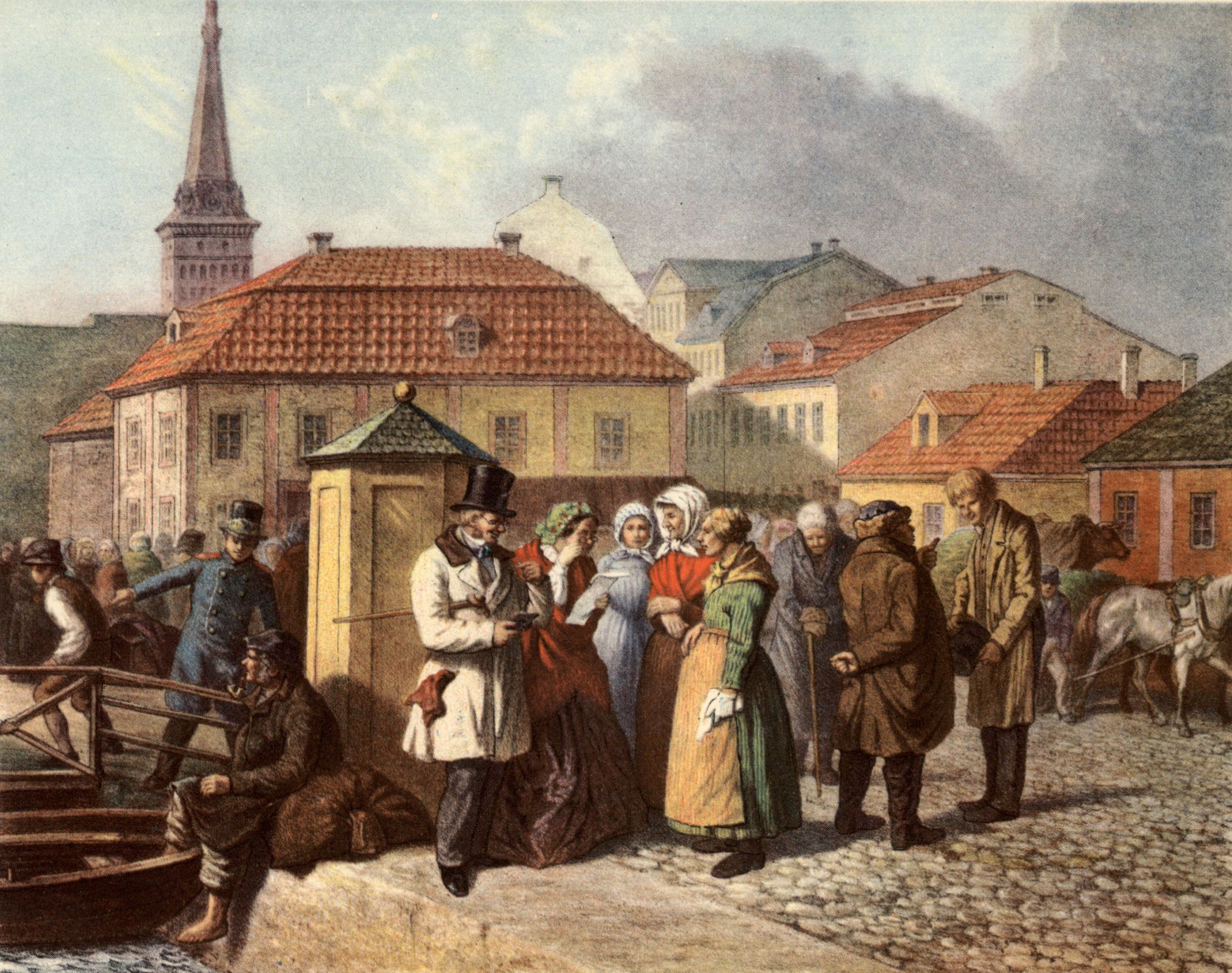
"Folkmarknaden" i Västerås på 1800-talet.

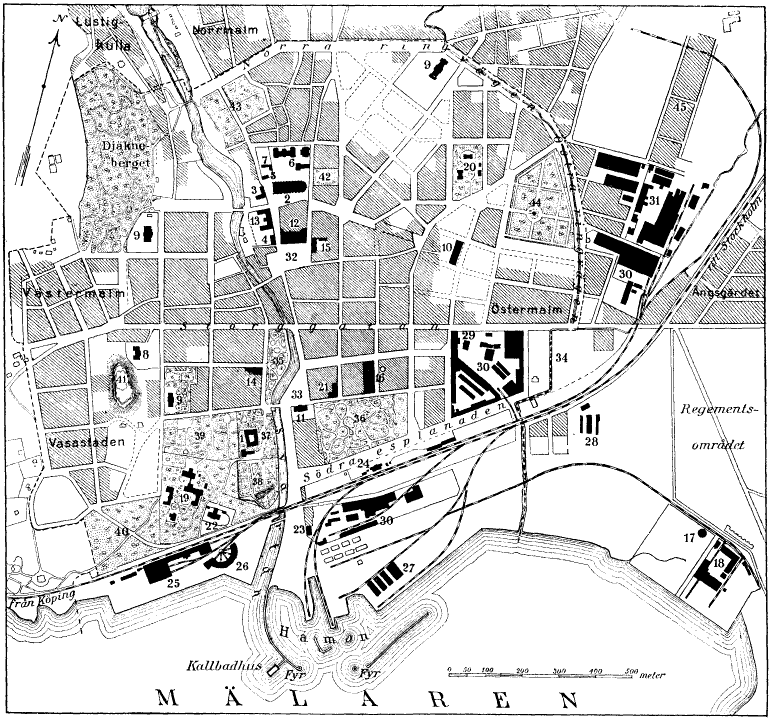
Karta över Västerås under tidigt 1900-tal.

### Tillkomsten
Under yngre stenåldern var havsnivån 35–40 meter högre än i dag, och det mesta av det som i dag är Västerås låg under vatten. I och med landhöjningen reste sig området kring Svartåns utlopp och under järnåldern var havsnivån fem meter högre än dagens nivå, vilket resulterade i att det som skulle komma att bli Västerås hade rest sig ur vattnet. Man har funnit spår av betydande bebyggelse och gravrösen i centrala Västerås som härstammar från bronsåldern.
Med sitt stadssigill från slutet på 1200-talet och en tid för etableringen av staden till åtminstone mitten av 1200-talet är Västerås en av Sveriges äldsta städer. Officiellt firade Västerås stad sitt 1000-årsjubileum sommaren 1990.
Vid byggandet av Västerås stadshus 1953 upptäcktes resterna av ett dominikankonvent och en svartbrödrakyrka som härstammar från mitten av 1200-talet. Byggnaderna hade förfallit efter Gustav Vasas reformationsriksdag 1527 och delar av konventet och kyrkan användes som byggnadsmaterial vid restaureringen av Västerås slott.
Vid den stora rivningsvågen i Västerås centrum på 1950- och 1960-talet genomfördes endast begränsade arkeologiska undersökningar, och de flesta spåren av den äldre staden är idag bortschaktade för alltid. Begränsade undersökningar på senare tid har dock visat på att en handelsplats anlagts här redan runt millennieskiftet år 1000. Strax norr om Nicolai kyrka undersöktes på 1980-talet ett bronsgjuteri från mitten av 1000-talet.
Ett problem är att de äldsta källorna ofta använder namnformen Aros, som kan syfta både på Västra Aros (Västerås) och Östra Aros (Uppsala). Det gäller bland annat Florenslistans belägg från omkring 1120.

### Medeltid
I början av 1000-talet var Västerås Sveriges näst största stad, och på 1100-talet utnämndes Västerås till biskopsstift. Här fanns tidigt både biskop och kungafogde, och Västerås domkyrka började byggas. Inom Västerås stad har man ännu inte funnit någon 1100-talskyrka. Däremot avslöjar två arkeologiska undersökningar vid 1970-talets början spår av tidig kristendom.
Sankt Nicolai kyrka i kvarteret Livia har undersökts 1916, 1938 och 1969. Den första stenkyrkan här har daterats till 1200-talet, men har med största sannolikhet ersatt en äldre. På kyrkogården, där omkring 200 gravar undersöktes daterades flera av gravarna till 1100-talet och i kyrkomuren påträffades rester av flera tidigkristna gravmonument, bland annat en Eskilstunakista från tidigt 1100-tal. Kyrkan omtalas i skriftliga handlingar första gången 1311, och uppges 1591 vara övergiven. Idag finns inga synliga lämningar efter kyrkan.
I kvarteret Johannes (mellan Svartån och Bondtorget) fanns en stor kristen gravplats som redan på 1200-talet doldes av den första bebyggelsen. Dateringar har angett tiden för de äldsta av de cirka 100 påträffade skeletten till 1100-talet, möjligen tidigare. År 1320 nämns i en skrift den "gamla kyrkogården". Teorier har gjort gällande att den äldsta kyrkan i Västerås också skulle ligga i det området. 1244 anlades även ett dominikankonvent på Munkholmen (där nuvarande Stadshuset ligger). Byggnaderna, som uppfördes i tegel, är ett av de äldsta exemplen på tegelanvändning i Sverige. 1278–1279 var Petrus de Dacia prior i Västerås dominikanerkonvent. Då dominikanerkonventet övergavs 1528 överfördes en del av föremålen till domkyrkan, och två reliefer av den helige Dominicus och jungfru Maria sattes upp i stadens Helgeandshus, där de blev kvar till dess att byggnaden revs 1886.
Vid hamninloppet fanns på 1200-talet en liten befästning. Västerås slott uppfördes som försvarsanläggning redan på 1200-talet, men under 1300-talet byggdes befästningen ut till en borg och det var härifrån man skulle försvara staden mot angrepp från Mälaren. Slottet var centralpunkt som både makthavare och upprorsmakare stävade efter att kontrollera.

### Gustav Vasas tid

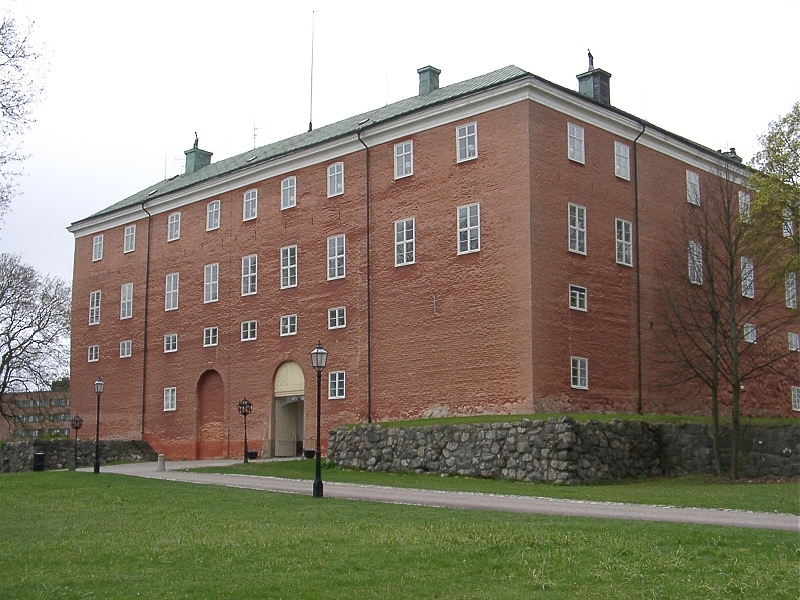
Västerås slott med kärntornet närmast.

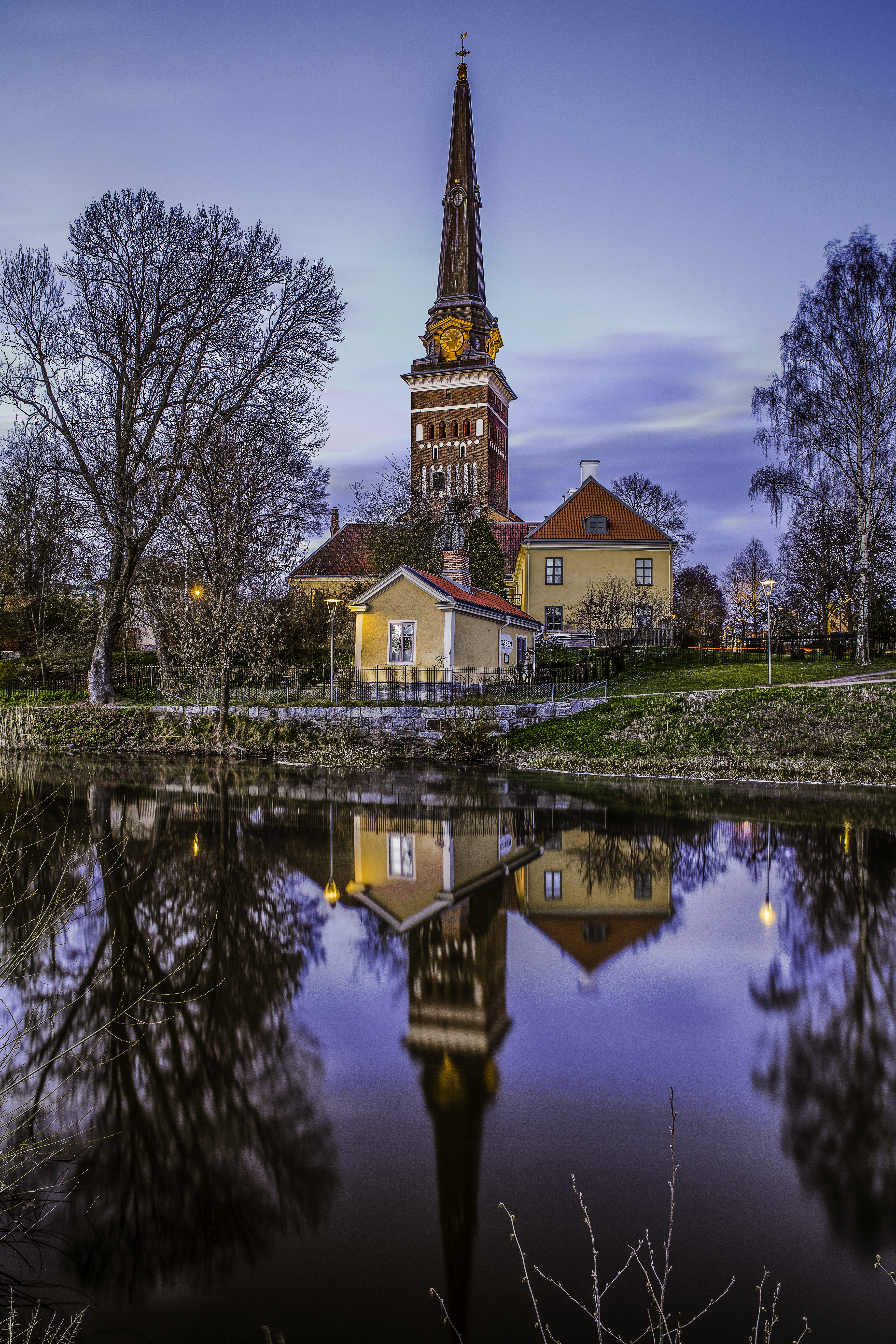
Domkyrkan speglar sig i Svartån. I förgrunden syns biskopsgården som sedan 1300-talet är biskopens tjänstebostad. Nuvarande utseendet är från en genomgripande nybyggnation som var färdig 1734.

Under två månader 1501 belägrades Västerås slott av Sten Sture den äldre som vid sin död 1503 kontrollerade nästan hela Sverige. 1511 var danske kungen Kristian på marsch in i Västergötland. Västerås biskop, Otto Olavi (Svinhufvud), anlitades som förhandlare med dansken. Efter många turer anklagades Otto att vara danskarnas lakej, och greps i domkyrkan för att spärras in i Västerås slott. Sommaren 1520 intogs slottet av danskarna som förde med sig Otto till Stockholm. Kristian II kröntes till kung och blodbadet följde. Motiv till avrättningarna fick kungen bland annat i de klagomål som biskop Otto framfört över den behandling han och övriga fängslade fått utstå.
Utanför Västerås blev Gustav Vasa och dalkarlarna angripna 1521 av danskarna. Slaget om Västerås, som finns beskriven i Peder Swarts krönika från 1560, blev en stor framgång för Vasa och konventet intogs i maj 1521, slottet 1522. Peder Swart var biskop i Västerås fram till sin död 1562. Sin viktigaste roll kom Västerås slott att spela under Vasatiden då borgen byggdes om. Här hölls Västerås reformationsriksdag 1527, då Gustav Vasa inledde reformationen, samt Västerås arvförening 1544 då Sverige blev ett arvkungadöme.
När bergshanteringen kom igång under 1200-talet blev Västerås den viktigaste utskeppningshamnen för järn och koppar från Bergslagen. Under 1500-talet fraktades även silvret från Sala över Västerås. Under en stor del av medeltiden var Västerås en av rikets viktigaste myntslagningsorter. Närheten till Sala silvergruva var troligen anledningen till att Västerås var landets enda myntort mellan 1538 och 1540. Till denna bild kan också fogas den stora medeltida myntskatt, Västeråsskatten, som hittades 1972 i centrala Västerås, med totalt 16 332 mynt, som är den tredje största i Sverige.
I samband med det internationella reformationsåret 2017 tilldelades Västerås titeln Reformationsstad som enda stad i Sverige. Anledningen var de två reformationsriksdagarna som hölls i staden, 1527 och 1544. Bland andra reformationsstäder märks Genève, Venedig, Wittenberg och Åbo.

### 1600- och 1700-talen

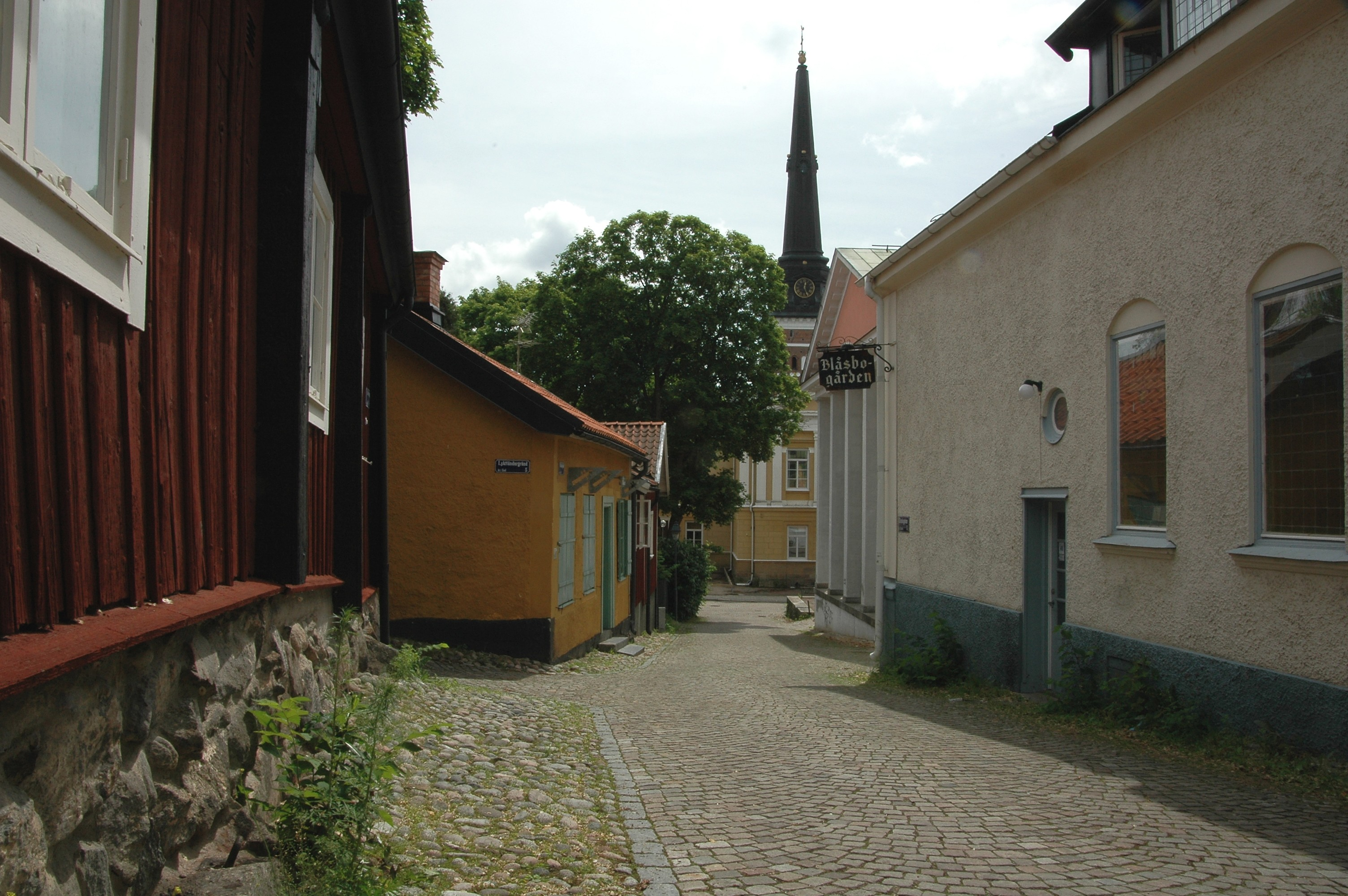
Kyrkbacken.

1619 kom biskop Johannes Rudbeckius till Västerås och grundade här Sveriges äldsta gymnasium, Rudbeckianska gymnasiet år 1623. Det fanns visserligen ett gymnasium redan 1529 i Malmö samt ett i Lund som grundades 1620, men Skåne tillhörde på den tiden Danmark. Rudbeckius var även en föregångsman kring skolform för flickor. 1630 startar han den första flickskolan. Bägge skolorna låg alldeles i anknytning till Domkyrkan, och även den då fattiga delen av staden, Kyrkbacken. Här upptäcktes samma år det första fallet av pesten. 357 personer dog vilket då var ca 20% av stadens befolkning.
Västeråsgurkan började odlas under 1700-talet i Västerås av en tysk trädgårdsmästare som hette Bernhard Johan Bohnsack. Västeråsgurkan såldes i hela landet och exporterades även till Europa.

### Bränder
Västerås har drabbats av flera stadsbränder, bland annat den 13 april 1714. I och med denna nyanlades en trädgård på dåvarande Munkholmen där Gustav Vasa först anlade en kungsträdgård med odlingar av bland annat äpple, päron och humle. Trädgården ombildades under 1800-talet till en stor centralt belägen park, Vasaparken.

### Stadshotellets tillkomst

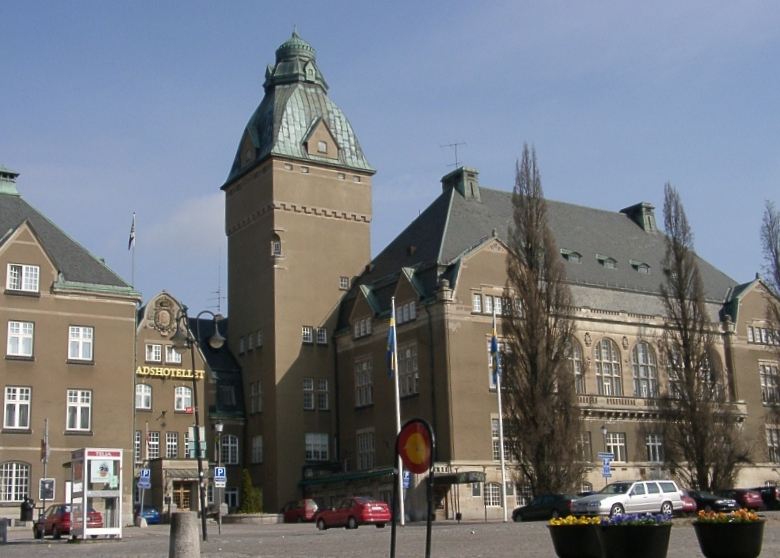
Västerås Stadshotell.

1898 uppkom planerna på ett stadshotell i Västerås där bland annat hotell, restaurang, frisersalong, spritbolag och festvåning skulle finnas. Efter många stridigheter och efter fem års beslutsvånda invigdes Västerås nya stadshotell, som snart bara kallades Stadshotellet, 1907. Arkitekt Erik Hahr hade då skapat en jugendbyggnad som än i dag räknas till en av Sveriges vackraste byggnader. På hotellets bakgård uppfördes dessutom ett stall och ett punschbränneri, även det ritat av Hahr. Strax efter invigningen bytte man namn till Stadshotellet. Hotellet innehöll 40 rum, stora matsalar, festvåning, musikkafé och ett systembolag. Som första byggnad i Västerås införde man även vattentoaletter, vilket på den tiden var oerhört lyxigt och ett tecken på modernt framåtskridande.

### Industrialiseringen

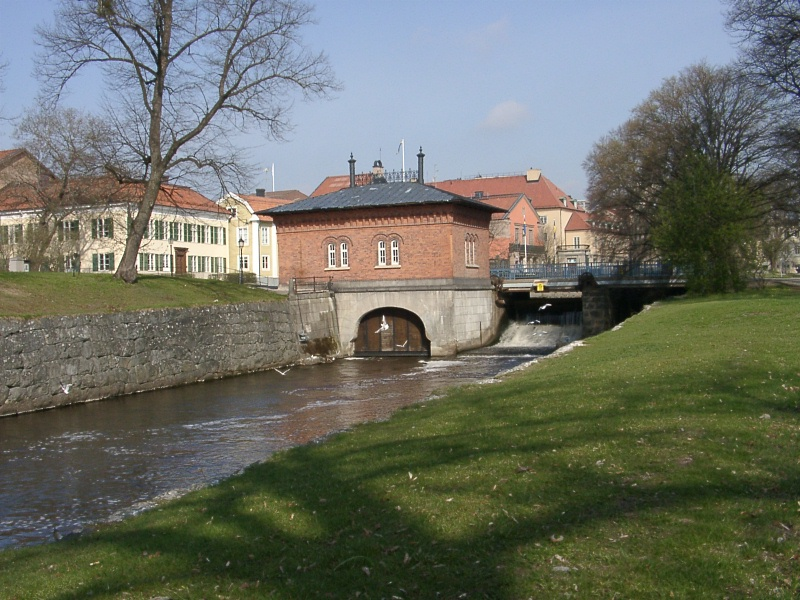
Turbinhuset mellan Västerås slott och Västerås stadshus.

Västerås nästa stora era kom i och med industrialiseringen då bland annat ett turbinhus vid Svartån uppfördes 1891. Denna energiproducerande byggnad blev avgörande för Elektriska Bolagets flytt av Kraft- och belysningsbolaget från Arboga till Västerås. 1890 hölls bolagsstämma på rådhuset i Västerås vilket ledde till att det Allmänna Svenska Elektriska Aktiebolaget, ASEA var bildat. Numer känt under namnet ABB. 1917 togs Västerås ångkraftverk, byggt av Kungliga vattenfallsstyrelsen, i drift.
I Västerås startades också Nordiska Metall AB tillverkning av halvfabrikat i koppar, mässing och aluminium. Genom Aseas elektricitetshantering skapades möjligheten för en industri med tråddrageri, valsverk, tubdrageri, metallpress, gjuteri, mekanisk verkstad och ammunitionstillverkning. Nordiska Metallaktiebolaget slogs samman 1907 till Aktiebolaget Svenska Metallverken. 1910 strukturerades företaget om och Nya Aktiebolaget Svenska Metallverken bildades. Man bytte namn till AB Svenska Metallverken 1914, ett namn som man behöll till 1969 då Gränges köpte Metallverken och Gränges Essem bildades. I dag är metallindustrin en liten del av industrin i Västerås med namnet Outokumpu Copper.
Staden växte jämförelsevis mycket fort från och med 1890-talet. Jämfört med närliggande Arboga, som då hade cirka 4 500 invånare, hade Västerås samtidigt runt 8 000 invånare. 1920, 30 år senare, hade Västerås 30 600 invånare och Arboga 5 100. Expansionen illustreras av att Västerås avancerat från ställningen som rikets 25:e största stad vid 1800-talets mitt till den femte (2007). Endast 22 procent av de män som bodde i staden 1890 var kvar 18 år senare beroende på omsättningen.
Exempel på företag som startats i Västerås är dels ICA som 1938 startades efter möte i Västerås genom ett initiativ av bland annat Hakon Swenson och dels H&M (Hennes & Mauritz) som grundades i staden den 15 september 1947 av Erling Persson med en butik på Stora gatan. Sveriges första restaurang att servera pizza var restaurangen Sjöhagen i Västerås år 1947, som hade många italienare som arbetade på ASEA som gäster. Sveriges första återförsäljare för Ford fanns även i Västerås. Världens första konstfrusna bandybana invigdes 2 december 1956 på Rocklunda IP i Västerås.

### Militärstaden

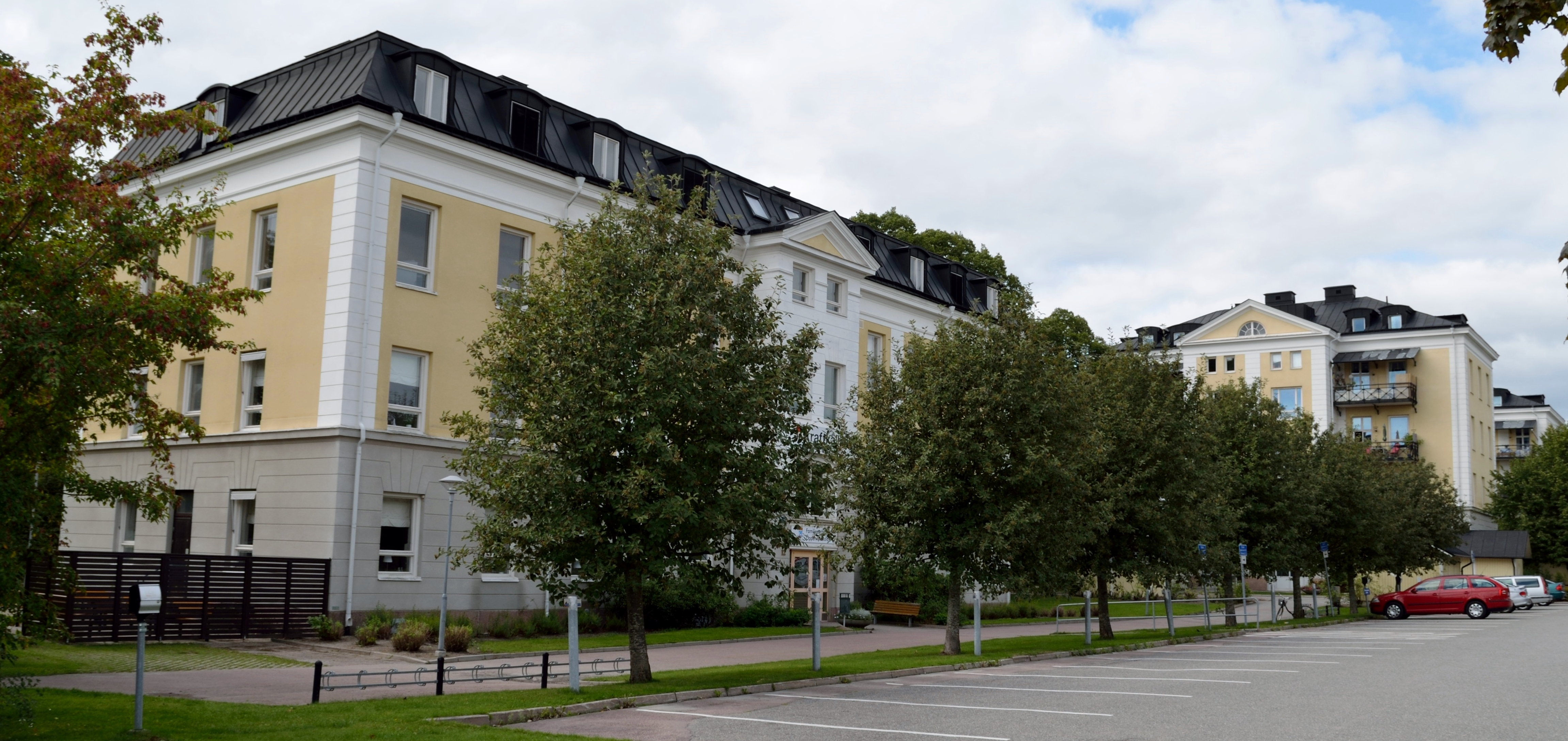
Vy över kanslihuset och den västra kasernen vid Kaserngatan.

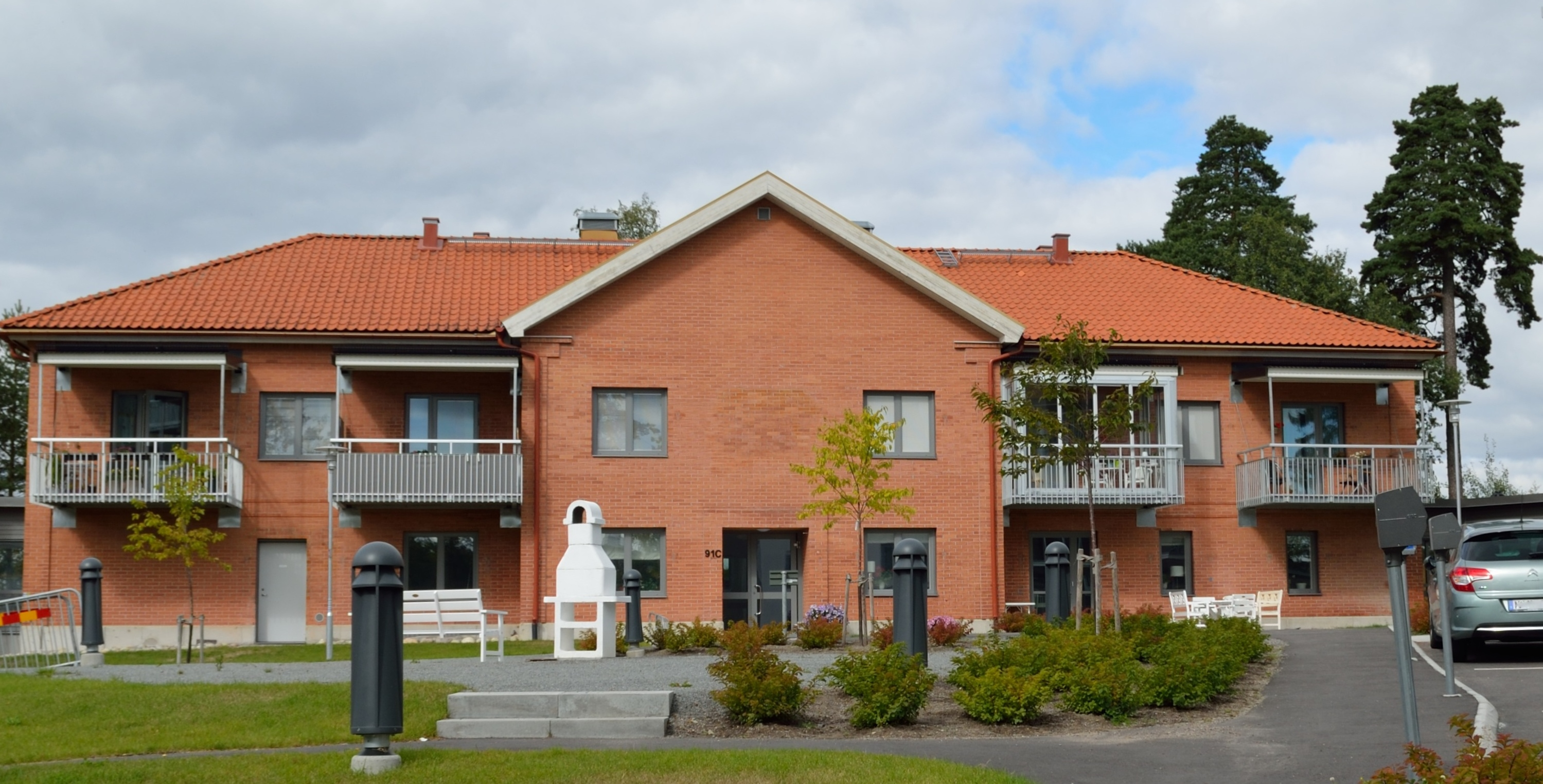
Före detta kanslihus vid Regementsgatan.

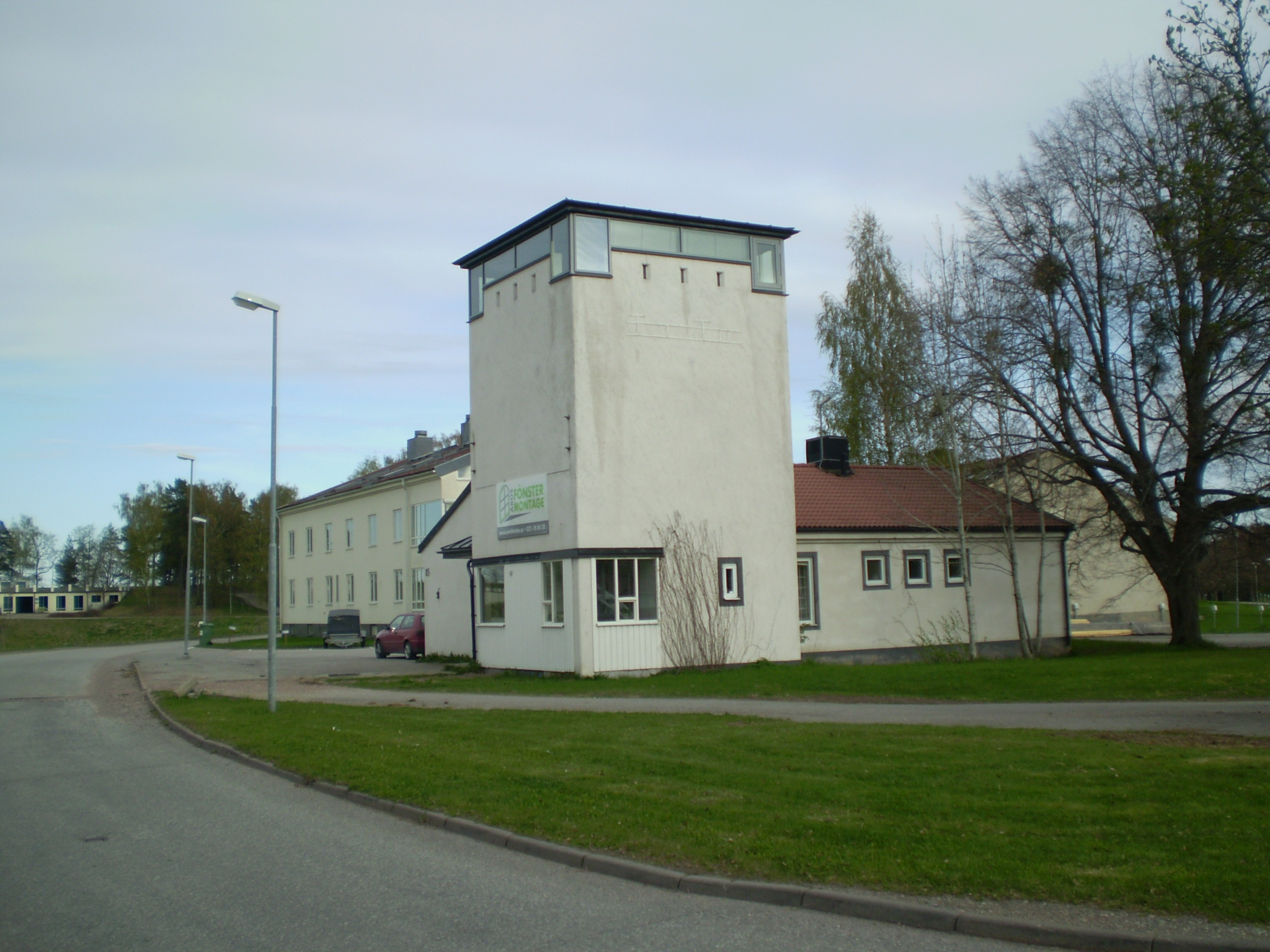
Vaktkasernen vid Hässlö flygfält.

- 59°36′27″N 16°34′34″Ö / 59.60750°N 16.57611°Ö Kaserngatan
- 59°36′45.3″N 16°34′27.0″Ö / 59.612583°N 16.574167°Ö Regementsgatan
- 59°35′16″N 16°37′24″Ö / 59.58778°N 16.62333°Ö Hässlö flygfält

Västmanlands regemente (gamla) (I 18)År 1906 flyttade regementet in i nybyggda kaserner vid Kaserngatan i stadsdelen Viksäng, detta efter att tidigare varit förlagt vid dess mötesplats i Salbohed. Regementet drogs dock in den 31 december 1927 i samband med försvarsbeslutet 1925. Regementets kasernområde övertogs som förläggning till Första flygkåren, som senare blev Västmanlands flygflottilj. År 1944 övertogs kasernerna av Flygvapnets centrala skolor, som förblev där fram till 1962, då skolan avvecklades. År 1963 såldes kasernområdet till Västerås stad och blev bland annat bibliotek och hattfabrik och senare bostäder. Genom försvarsbeslutet 1992 återuppsattes Västmanlands regemente (nya) som en Försvarsområdesstab. Staben hade då sin förläggning på Regementsgatan. Dock verkade staben endast till 1997, då den avvecklades genom försvarsbeslutet 1996. Förläggningen vid Regementsgatan för blev dock i Försvarsmaktens regi fram till 2004.
Västmanlands flygflottilj (F 1)Bildades 1929 som Första flygkåren genom samma försvarsbeslut som avvecklade Västmanlands regemente. Flygkåren övertog till en början kasernerna från det avvecklade regementet, innan dess egen förläggning stod helt klar 1944 vid Hässlö. Flygkåren omorganiserades genom försvarsbeslutet 1936 till en medeltung bombflottilj under namnet Kungliga Västmanlands flygflottilj (F 1). Genom försvarsbeslutet 1977 kom flottiljen att avvecklas 1983.
Flygvapnets centrala skolor (FCS)År 1942 bildades skolförbandet och kom samlokaliserades med flygflottiljen. Genom försvarsbeslutet 1958 kom dock skolan att avvecklas 1961 och viss verksamhet omlokaliserades till F 14 Halmstad.
VästmanlandsgruppenÅr 1997 bildades gruppen som en försvarsområdesgrupp i samband med att Västmanlands regemente avvecklades. Genom försvarsbeslutet 2000 omorganiserades gruppen till en militärdistriktsgrupp och kom genom försvarsbeslutet 2004 att slås samman med Upplandsgruppen och bildade Upplands- och Västmanlandsgruppen (UVG). Västmanlandsgruppen blev det sista militära förband som aktivt verkade i Västerås.

## Geografi och klimat
Västerås ligger där Svartån mynnar ut i en fjärd av Mälaren i sydöstra Västmanland.
Klimatet är tempererat liksom större delen av Mellansverige. Luft som passerat över Mälaren kan öka luftfuktigheten, vilket gör att det vid vintertid kan kännas kallare än vad det är. Vintertid ligger temperaturen i snitt -15 till +5 grader Celsius och sommartid i snitt mellan +15 och +30 grader Celsius.

## Administrativ indelning
Västerås stad ombildades vid kommunreformen 1862 till en stadskommun. Mycket av bebyggelsen kom att ligga i grannsocknar/landskommuner och dessa kom att införlivas i stadskommunen, Sankt Ilians socken/landskommun och Lundby socken/landskommun 1918, Badelunda socken/landskommun 1946 samt Skerike socken/landskommun 1952. Stadskommunen utökades ytterligare 1967 innan den 1971 uppgick i Västerås kommun där Västerås sedan dess är centralort.
I kyrkligt hänseende har orten sedan 1700-talet hört till Västerås domkyrkoförsamling, mellan 1920 och 1961 benämnd Västerås församling. Delar av orten har också hört till Sankt Ilians församling (till 1946), Västerås Lundby församling, Västerås Badelunda församling och Skerike församling.
Orten ingick till 1971 i domkretsen för Västerås rådhusrätt. Från 1971 till 2001 ingick orten i Västerås domsaga och Västerås ingår sedan 2001 i Västmanlands domsaga.

## Ekonomi

### Näringsliv
Industrin är fortfarande betydande men grafisk industri, data- och elektronikföretagshandel, kommunikationer och service dominerar idag. Inom Västerås finns ungefär 3 700 registrerade aktiebolag. Ett expansivt branschområde är den industriella informationsteknologin och automation som tillsammans med Mälardalens universitet och Västerås Science Park utgör ett inom området nationellt och internationellt kunskapscentrum.
Inom den offentliga sektorn finns idag cirka 20 000 anställda. Inom handel och servicenäringen arbetar idag cirka 25 000 personer. Största offentliga arbetsgivare är Västerås stad med cirka 11 000 anställda. Största industri är ABB med cirka 4 500 anställda.
I Västerås finns:
- ABB
- Alstom Bombardier Transportation
- Alstom Power Generation AB
- Quintus Technologies AB
- Capgemini Sweden
- Enics Sweden AB
- Hitachi Energy
- ICA-handlarnas AB
- KF Svenska Detaljhandelsaktiebolaget
- Loopia
- Mälarenergi AB
- Mälardalens universitet
- NKT Technology Consulting
- Northvolt
- Peab Sverige AB
- Posten Sverige AB
- Prevas AB
- Samhall Vasa AB
- Sogeti Sverige AB
- Sweco AB
- Västerås Science Park med ca 200 företag (september 2005)
- Voith Hydro
- Westinghouse Electric Sweden AB

#### Handel
Arkeologiska utgrävningar har visat att Västerås har varit en handelsplats sedan sent 900-tal, vilket gör staden jämngammal med Sigtuna. I modern tid fortsatte Västerås som betydande handelsstad, där bland annat ICA och H&M har sitt ursprung.
Västerås Centrum består av galleriorna Punkt, Gallerian och Igor samt handelshusen Centra och Sigma där butikerna har egna entréer från gatan. Västerås fjärde högsta byggnad - Skrapan - innehåller numera utvecklingscentrumet Expectrum, McDonald's, ICA Supermarket Skrapan, en nagelsalong, Wijkmanska gymnasiet samt kontor i högdelen. År 2008 invigdes även den nya postgallerian, i gamla postkontorets lokaler, som under senare år bland annat innehåller en gymnasieskola.
År 2011 invigdes Erikslund Shopping Center, med totalt 80 nya butiker, caféer och restauranger. Byggnaden, som ligger i Erikslunds handelsplats, innehåller även en City Gross-matvarubutik och landets tredje största Ikea-varuhus. IKEA i Västerås låg tidigare i handelsplatsen Hälla, där det invigdes i november 1984, då företaget flyttade från Köping. Sista gången grundaren Ingvar Kamprad var på besök i det då med Ikea-mått lilla varuhuset var i augusti 2006.

### Kommunikationer

#### Vägar

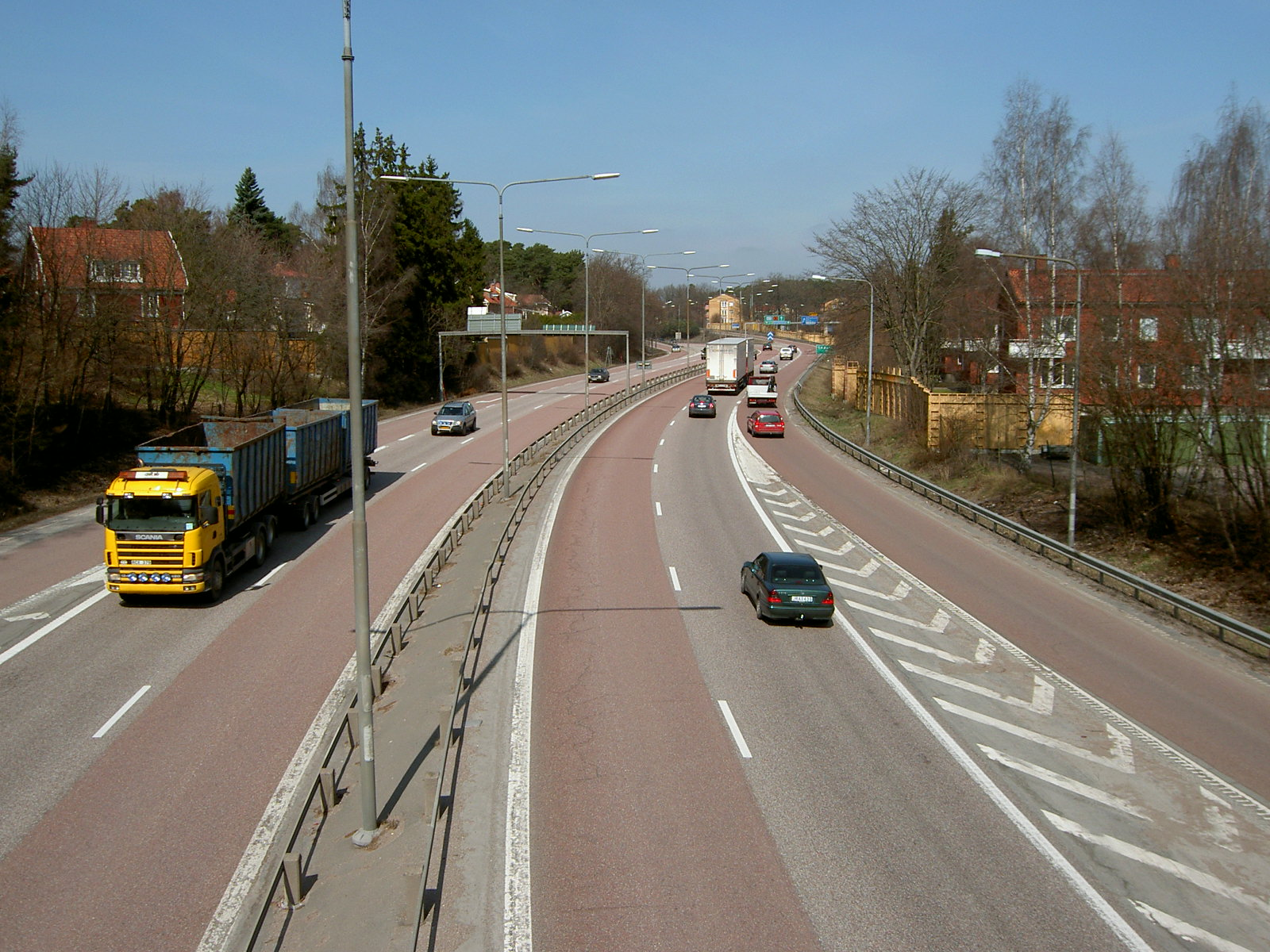
E18 genom Västerås.

Europaväg 18 går i öst-västlig riktning genom orten. Till E18 ansluter norrifrån riksväg 56 från Sala och riksväg 66 (Industrileden) från Fagersta. Riksväg 56 ansluter söderifrån från Eskilstuna.

#### Flyg
Från Stockholm-Västerås flygplats, Hässlö finns utrikestrafik till Storbritannien (London) och Spanien (Málaga och Alicante).
På Västerås/Johannisbergs flygfält, i den västra stadsdelen, finns ett sportflygfält med fallskärmshoppning, segelflyg med mera.

#### Järnväg

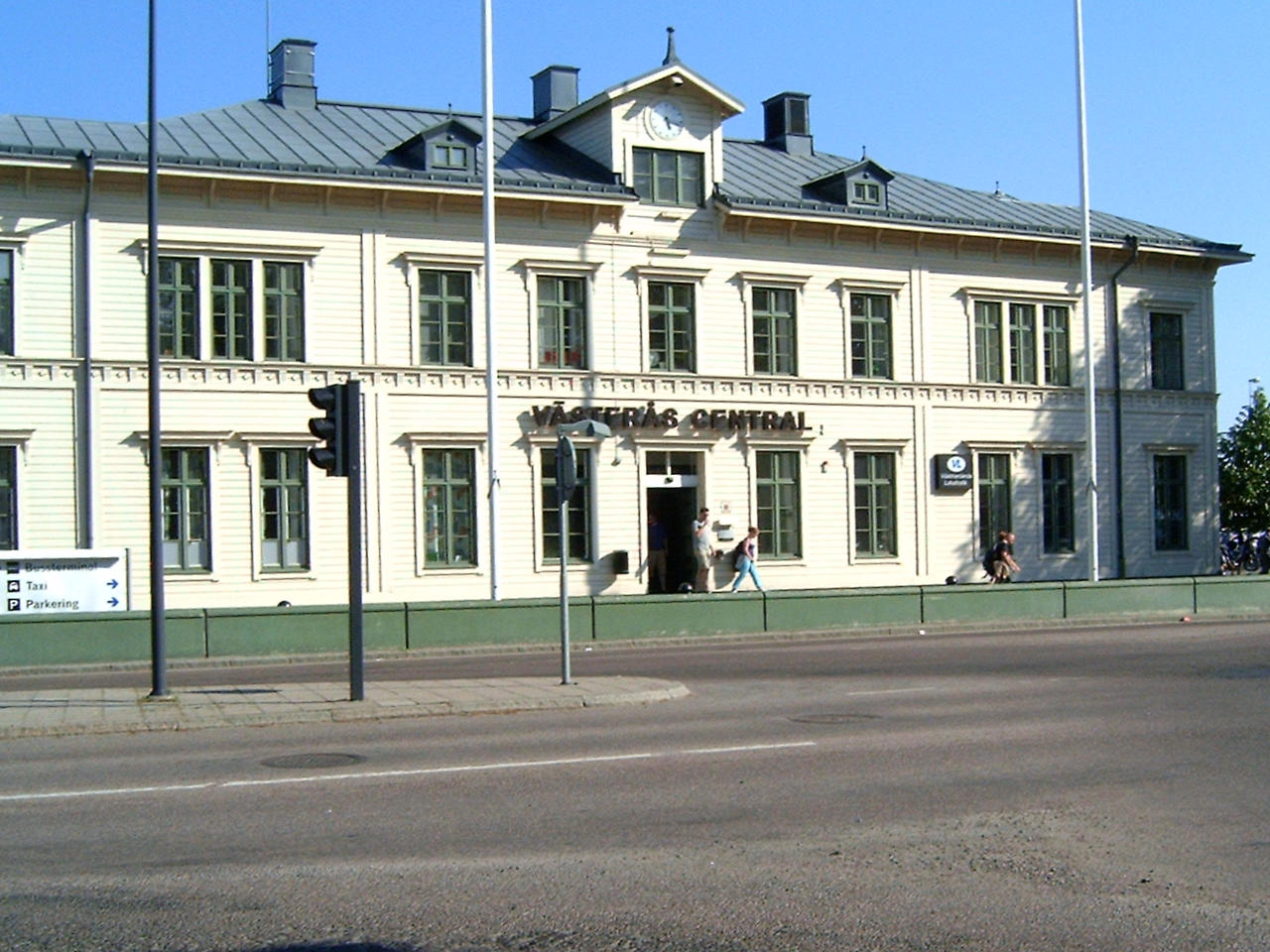
Västerås centralstation.

I Västerås finns det goda förbindelser med flera städer. Det går till exempel ett tåg i timmen (varje halvtimme i rusningstid), helger och sommartid varannan timme, till och från Stockholm med en restid på 50 - 60 minuter. Mälarbanan som binder samman Stockholm - Västerås - Örebro går genom staden i öst-västlig riktning. Via denna sträckning finns trafik till Göteborg. I nordlig riktning finns tåg till Sala. Söderut finns tåg mot Eskilstuna, Katrineholm, Norrköping och Linköping. Mot nordväst kör Tåg i Bergslagen till Hallstahammar, Fagersta och Ludvika. Det finns även godstrafik på järnväg, främst i form av containrar.
Under 1990-talet hade Västmanlands lokaltrafik spårburen länstrafik enligt tidtabell.

#### Hamn
Västerås har Nordens största insjöhamn. Bland ankommande gods märks mineraloljor, kol och koks samt järnskrot och järnlegeringar. Avgående gods är främst gods i container. Från hamnen kan man också ta färjor till öar i Västeråsfjärden som till exempel Östra holmen, Ridön, Skåpholmen, Almö-Lindö, Björnö, Elba. Taxifärjor förekommer också. Gästhamn för båttrafik finns i centrala Västerås.
Västerås hamnområden för större godstrafik består av Östra hamnen och Västra hamnen. Större småbåtshamnar finns nordost om Västra hamnen, centralt beläget vid Svartåns mynning och vid Notudden.

#### Busstrafik
I Västerås, liksom i övriga Västmanlands län, ansvarar Västmanlands Lokaltrafik, VL för busstrafiken.

#### Cykel
Västerås har Sveriges längsta sammanlagda cykelväg, kring 340 kilometer lång. och märkta cykelleder för längre turer. Speciella cykelkartor finns framtagna för att beskriva cykelvägar och huvudstråk i Västerås tätort till stöd för motion, fritid och kultur.

## Demografi

### Befolkningsutveckling

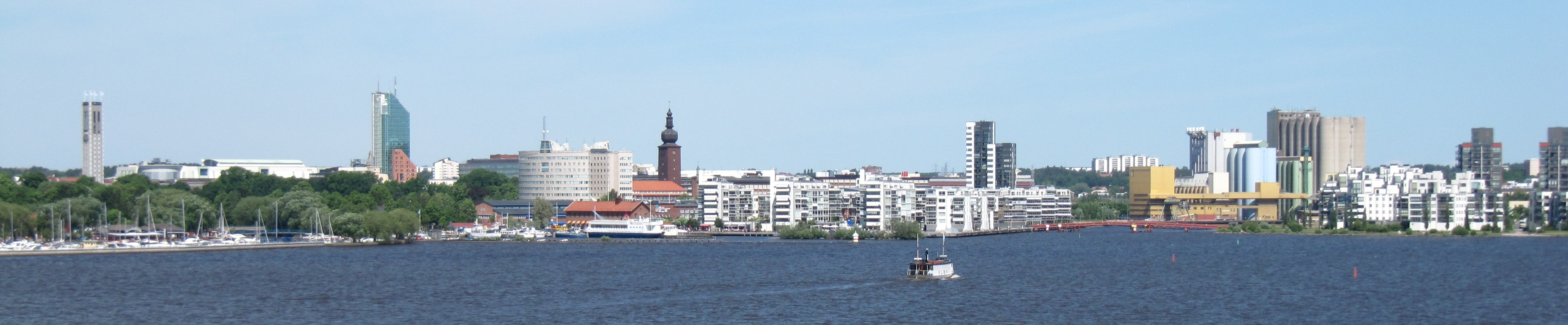
Västerås (vy från Mälaren)

| Befolkningsutvecklingen i Västerås 1960–2023                                                                             | Befolkningsutvecklingen i Västerås 1960–2023 | Befolkningsutvecklingen i Västerås 1960–2023 | Befolkningsutvecklingen i Västerås 1960–2023 | Befolkningsutvecklingen i Västerås 1960–2023 |
| --- | -------------------------------------------- | -------------------------------------------- | -------------------------------------------- | -------------------------------------------- |
| |                                              |                                              |                                              |                                              |
| År |                                              |                                              | Folkmängd                                    | Areal (ha)                                   |
| 1960 | 1960                                         |                                              | 76 196                                       |                                              |
| 1965 | 1965                                         |                                              | 87 543                                       |                                              |
| 1970 | 1970                                         |                                              | 99 343                                       |                                              |
| 1975 | 1975                                         |                                              | 98 858                                       |                                              |
| 1980 | 1980                                         |                                              | 97 507                                       |                                              |
| 1990 | 1990                                         |                                              | 98 233                                       | 4 843                                        |
| 1995 | 1995                                         |                                              | 100 861                                      | 4 993                                        |
| 2000 | 2000                                         |                                              | 102 548                                      | 5 116                                        |
| 2005 | 2005                                         |                                              | 107 005                                      | 5 173                                        |
| 2010 | 2010                                         |                                              | 110 877                                      | 5 294                                        |
| 2015 | 2015                                         |                                              | 117 746                                      | 4 807                                        |
| 2016 | 2016                                         |                                              | 119 372                                      | 4 807##                                      |
| 2020 | 2020                                         |                                              | 128 660                                      | 5 043                                        |
| 2023 | 2023                                         |                                              | 131 643                                      | 5 234                                        |
| Anm.: Hökåsen införlivades 2018 ## Arean 31 december 2016, 2017 och 2018 fortsatt samma som avgränsades som tätort 2015. |                                              |                                              |                                              |                                              |

Västerås kommun: 160 763 (2025) invånare

### Utbildning
Sveriges första gymnasium, Rudbeckianska gymnasiet, grundades år 1623 i Västerås av Johannes Rudbeckius. Universitetsutbildning finns även i form av Mälardalens universitet, som har cirka 13 000 studerande, där man bedriver såväl studier som forskning. I Västerås finns även Västerås folkhögskola.

## Västerås stadsbild

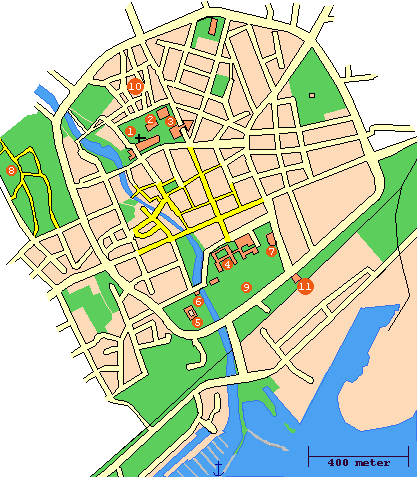
En karta över Cityringen i Västerås: 1) Västerås domkyrka
2) Rudbeckianska Gymnasiet 3) Västerås stadsbibliotek 4) Västerås stadshus 5) Västerås slott 6) Turbinhuset 7) Västerås Konserthus 8) Djäkneberget 9) Vasaparken 10) Kyrkbacken 11) Västerås Centralstation

Västerås centrala delar har delvis behållit sin stadsplan från medeltiden. Gatunätet i centrala Västerås präglas annars av regleringar på 1640-talet och i samband med stadsbranden 1714. Kvarteren norr om domkyrkan, Kyrkbacken, samt längs Svartån har sparat en ålderdomlig prägel med gamla hus och gårdar i korsvirke och knuttimrat. Västerås domkyrka härstammar från tiden från eller före 1100-talet. Vid domkyrkan finns hus från medeltiden, biskopsgården och konsistoriegården. Bägge husen är dock delvis ombyggda under 1600- och 1700-talet. Västerås slott uppfördes som en försvarsanläggning på 1200-talet och har därefter blivit om- och tillbyggt flera gånger. Efter en brand 1737 byggdes slottet upp under Carl Hårlemans ledning.
Erik Hahr var stadsarkitekt i Västerås under åren 1909–1935 då industrialiseringen satte sin prägel på Västerås bland annat genom att Allmänna Svenska Elektriska Aktiebolaget, ASEA bildades. Hahr skapade en stad med historisk atmosfär och karaktär av expansiv industristad. I stadscentrum förnyades bebyggelsen till största delen i samband med 1960-talets citysanering. Bland de mer moderna byggnaderna märks Västerås stadshus med sitt höga klocktorn, ritat av Sven Ahlbom och skrapan som är Sveriges femte högsta skyskrapa. De centrala delarna av Västerås är utformade med gågator och torg. Torghandel förekommer varje dag men är främst en sommarföreteelse. Många äldre hus har flyttats från de centrala delarna till Vallby friluftsmuseum, där det även finns gamla västmanländska gårdar.

### Byggnader
- Västerås kraftvärmeverk är 150 meter högt.
- Domkyrkotornet är 92 meter högt. Dessutom har domkyrkan tre stjärnor i Guide Michelin/Green Guide[23][40].
- Skrapan är 81 meter hög.[23]
- Stadshustornet är 65 meter högt.[23]
- Ottarkontoret är 64 meter högt.[23]
- Västerås Centrallasarett är 45 meter högt.

### Broar
Vid mötet mellan Svartån och kungens eriksgata fanns till en början ett vad där man kunde ta sig över vattnet. Det ungefärliga läget borde vara vid dagens Apotekarbron, under medeltiden kallad Torgbron eftersom stadens handelsplats och torg var beläget på dess östra sida.
Därpå tillkom Slottsbron mellan Munkholmen och slottet, samt två broar över Lillån. Efter 1600-talets reglering tillkom även Storbron i Stora Gatans sträckning.
Det fanns alltså tre broar över Svartån inom staden fram till 1867 då Skarpskyttebron uppfördes av Sam Lidman. Den ursprungliga gångbron i trä är idag ersatt av en kraftig betongbro som en del av Cityringen. Numera finns det många broar över Svartån mellan Mälaren och Norra Vallby.
Lista över broarna (norrifrån):
- Billstabron (Norrleden)
- Cykelbro under Billstabron
- Vallbybron (E18)
- Gångbro under Vallbybron
- Skerikebron (vid Karlslund)
- Falkenbergska kvarnen (gångväg)
- Skarpskyttebron (Norra Ringvägen)
- Djäknebron (gång- och cykelväg)
- Biskopsbron (Biskopsgatan)
- Prästbron (gång- och cykelväg)
- Apotekarbron (Kungsgatan)
- Storbron (Stora Gatan)
- Slottsbron (Skepparbacken-Fiskartorget)
- Våghusbron (Södra Ringvägen)
- Järnvägsbron (järnväg)
- Strandbron (Sjöhagsvägen-Kungsängsgatan)
- Mälarbron (gång- och cykelbro)

### Torg
Torghandel förekommer på Stora torget. Exempel på andra torg inom Västerås är Bondtorget, Fiskartorget, Sigmatorget, Aseatorget och Viktor Larssons plats.

### Parker

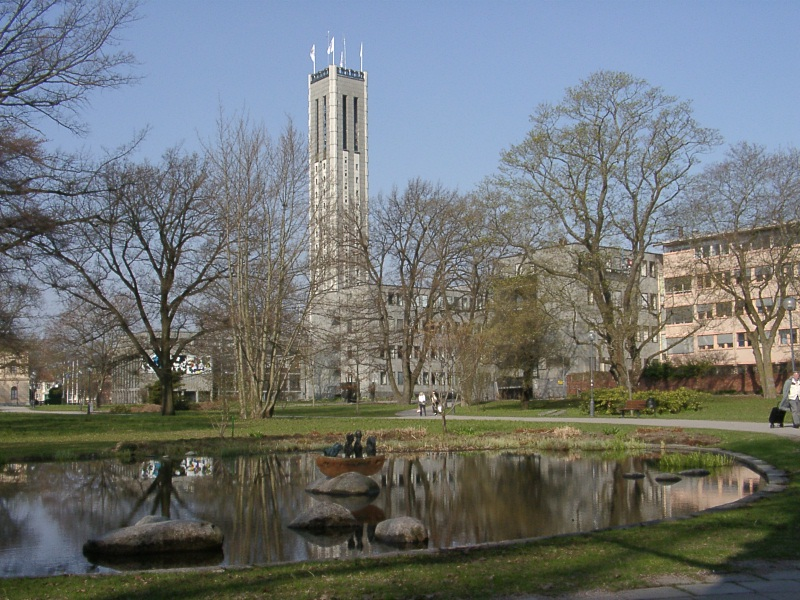
Vasaparken med Västerås stadshus i bakgrunden.

- Botaniska trädgården - I centrum av Västerås mellan Rudbeckianska skolan och Stadsbiblioteket ligger Sveriges äldsta gymnasieträdgård.
- Djäkneberget - Ett parkområde strax utanför Västerås cityring med utsikt över staden.
- Mälarparken - Ett parkområde i den östra delen av tätorten.
- Mästermanskälla - Mästermans källa ansågs vara Västerås bästa källa. Mästerman var en bödel, som hade sin bostad på Kyrkbacken. I dag är brunnen en källa kring ett grönområde som är öppen för allmänheten.
- Poesiparken - En lekpark i Öster Mälarstrand, inspirerad av dikter från Västeråsaren och nobelpristagaren Tomas Tranströmer.
- Rudbecksparken - Parken ligger mitt i stadsdelen Herrgärdet, ett utsparat kvarter som anlades till park.
- Stadsparken - Stadspark i centrala Västerås.
- Tessinparken - Tessinparken byggdes 1994 på en överbliven gräsyta och bildar nu en park längs Vasagatan. Avenboks- och idegranshäckarna bildar skydd mot trafiken och ger platsen en oaskänsla. I parken står Carl Eldhs skulptur Eve.
- Utanbyparken - Liten park med perennplanteringar.
- Vasaparken - Vasaparken är den största parken i centrala Västerås. Den ligger omgiven av stadshuset, konstmuseet, slottet, konserthuset och järnvägsstationen. Parken var ursprungligen en trädgård, placerad på Munkholmen, som Gustav Vasa beslutade att anlägga 1541.

### Bostadsområden
Tätorten är indelad i ett antal bostadsområden. Bostadsområdena används för statistiska ändamål och dess delar är vanligtvis uppmärkta och skyltade.
| NYKO | Bostadsområde                | Delar                                                                                                   | Folkmängd 2014-12-31 |
| ---- | ---------------------------- | --- | -------------------- |
| 01   | Centrala staden              | Centrum, Herrgärdet, Kyrkbacken och Östermalm                                                           | 8 730                |
| 02   | Djäkneberget-Stallhagen      | Djäkneberget, Lustigkulla, Lögarängen, Stallhagen, Vasastaden och Västermalm                            | 2 473                |
| 03   | Aroslund-Blåsbo              | Aroslund, Blåsbo och Norrmalm                                                                           | 2 516                |
| 04   | Kristiansborg-Karlsdal       | Gåsmyrevreten, Iggebygärdet, Karlsdal och Kristiansborg                                                 | 2 976                |
| 06   | Viksäng                      | Kungsängen, Viksäng och Ängsgärdet                                                                      | 4 887                |
| 08   | Hamre-Talltorp               | Berghamra, Framnäs, Fågelvik, Hamre, Hamre sportfält, Hässlö, Lillhamra, Talltorp och Öster Mälarstrand | 5 817                |
| 10   | Stohagen-Spantgatan          | Stohagen och Annedal                                                                                    | 2 157                |
| 11   | Vetterstorp                  | Almelund, Hammarby stadshage och Vetterstorp                                                            | 2 507                |
| 12   | Jakobsberg-Pettersberg       | Jakobsberg, Ormberget, Pettersberg, Trumslagarbacken och Vetterslund                                    | 6 969                |
| 13   | Råby                         | Råby | 6 462                |
| 14   | Hammarby                     | Hammarby                                                                                                | 4 068                |
| 17   | Bäckby                       | Bäckby                                                                                                  | 8 172                |
| 18   | Skälby                       | Gilltuna, Långängarna och Skälby                                                                        | 3 218                |
| 20   | Gideonsberg                  | Emaus, Gideonsberg och Nordanby gärde                                                                   | 6 342                |
| 21   | Skallberget-Vega             | Biskopsängen, Hovdestalund, Nordanby, Rocklunda, Skallberget, Tunby och Vega                            | 5 347                |
| 23   | Vallby                       | Brottberga, Källtorp, Sörängen och Vallby                                                               | 5 245                |
| 25x  | Eriksborg-Hagaberg-Erikslund | Eriksborg, Erikslund, Hagaberg och Vedbo                                                                | 1 926                |
| 27   | Rönnby                       | Billsta, Rönnby och Åshagen                                                                             | 3 691                |
| 28   | Önsta-Gryta                  | Önsta-Gryta                                                                                             | 9 904                |
| 30   | Haga                         | Haga och Sandgärdet                                                                                     | 5 103                |
| 31   | Malmaberg                    | Malmaberg                                                                                               | 4 741                |
| 32   | Hemdal-Centrallasarettet     | Centrallasarettet, Freja, Hemdal och Korsängsgärdet                                                     | 1 768                |
| 33   | Skiljebo                     | Skiljebo                                                                                                | 2 416                |
| 34   | Klockartorpet                | Klockartorpet                                                                                           | 2 559                |
| 35   | Brandthovda-Hälla            | Brandthovda, Hälla och Hälla koloni                                                                     | 1 487                |
| 38   | Bjurhovda                    | Bjurhovda                                                                                               | 4 637                |

## Kultur

### Teater
I Västerås finns både professionella teatergrupper och amatörteaterföreningar som Västmanlands teater, 4:e teatern, Teater Tropos, Studio Westmannia, Awake Projects och Teater Oliver.
Västerås teater invigdes 1915. I dag spelas teater på tre scener på Västerås Teater samt på utomhusscenen på Vallby friluftsmuseum. Även i Culturen i Kopparlunden och i Växhuset, vid Viktor Larssons plats, finns scener för teater, dans och musik. I Culturen har också teatergruppen 4:e teatern sin hemmascen.

### Konst
Västerås konstmuseums samlingar går tillbaka till 1919 då Västerås konstförening grundades. Under många år byggde föreningen successivt upp konstsamlingen som i dag omfattar cirka 8 000 verk av framför allt svenska konstnärer. År 1972 övertog Västerås stad konstsamlingen och har sedan dess drivit museiverksamheten, genom Västerås konstmuseum, i det gamla rådhuset vid Fiskartorget. Västerås konstmuseum är sedan september 2010 beläget på Karlsgatan 2 i centrala Västerås.
Bland samlingarna finns konstnärer representerade som Bror Hjorth, Ivan Aguéli och Eric Grate. Bland de äldre representerade verken finns bland annat en utmärkt samling av ett trettiotal teckningar gjorda av historiemålaren Carl Gustaf Hellqvist (1850–1890). Bland de senaste inköpen är konst av Charlotte Gyllenhammar och Anneè Olofsson. Bland övriga nyförvärv finns verk av Helen Dahlman, Andreas Eriksson, Peter Johansson, Eva Lindström, KG Nilson, Helmtrud Nyström och Rickard Sollman.

#### Offentliga konstverk

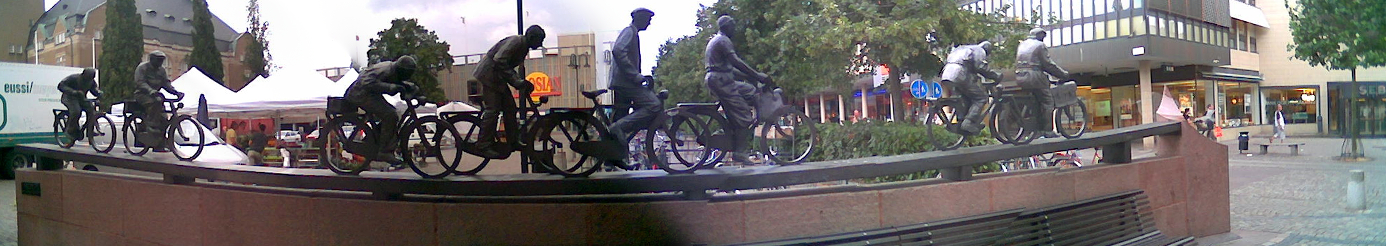
Aseaströmmen av Bengt Göran Broström.

Den offentliga konsten inom Västerås hanteras av Västerås konstmuseum. Det finns ungefär 300 offentliga konstverk som ägs av Västerås Stad. Av dessa finns över hundra offentliga konstverk inom cityringen. Nedan följer ett litet urval av offentliga konstverk inom kommunen.
Västerås fick sitt första offentliga konstverk då Gustav Vasas byst av CG Qvarnström avtäcktes 1864 i Vasaparken. Det skulle dröja till 1919, 55 år, innan nästa skulptur, Vattenlek av Elmberg, placerades ut i Stadsparken.
Vindarnas grotta av Eric Grate, invigdes 1969. Det beställdes i samband med byggandet av Västerås stadshus. Grottan är format likt ett segel som tar emot de ljudande vindarna, ljudet av klockspelet från Stadshustornet och bruset från Svartån.
Aseaströmmen, invigt 1989, av konstnären Bengt Göran Broström på Stora torget i Västerås har blivit ett populärt konstverk i stadsbilden. Verket föreställer arbetare som cyklande tog sig till och från jobbet i 1930–1950-talens Västerås.
Fasadutsmyckning är en fasadutsmyckning i hårdbränd lera från 1960 av Per Lindecrantz.
Sommarsöndag är en staty i brons, föreställande ett ungt par och är cirka två meter hög. Konstnär Oscar Antonsson. Den står invid Köpingsvägen vid Sundemans backe, mellan Stallhagen och Oxbacken.
Västeråskonstnären Mikael Genberg har blivit internationellt uppmärksammad för sina installationer på temat alternativa boendemiljöer. Hotell Hackspett är hotellet där gästen hissas upp i ett träd 13 meter över Vasaparken. På Utter Inn i Mälaren bor gästen under vattenytan, med panoramafönster åt alla håll.
Ett av de nyare konstverken i Västerås är den sju meter långa och 2,3 meter höga Windshield som är placerad i Östra hamnen. Det är ett vindskydd i hårdplast som går att flytta längs ett spår i en cirkel med 14 meters diameter. Konstnären Carsten Höller betraktas som en av samtidens internationellt mest framstående konstnärer.
Exempel på andra konstverk i Västerås är:
- Instabil av Lars Englund, vid konstmuseet vid Fiskartorget (1994)
- Tjuren av Allan Runefelt, pryder sin plats vid Stadshuset Fiskartorget (1963)
- Utsmyckning av stadshusets västfasad är gjord av Lennart Källström (1962–1966)
- Vardag (Tvätterskan) av Yngve Andersson (1968) är placerad vid Djäknebron
- På Viktor Larssons plats finns Kunskapens träd placerad utanför Växhuset
- Familjen i brons av Ivar Johnsson från 1957, Östra Ringvägen

### Musik

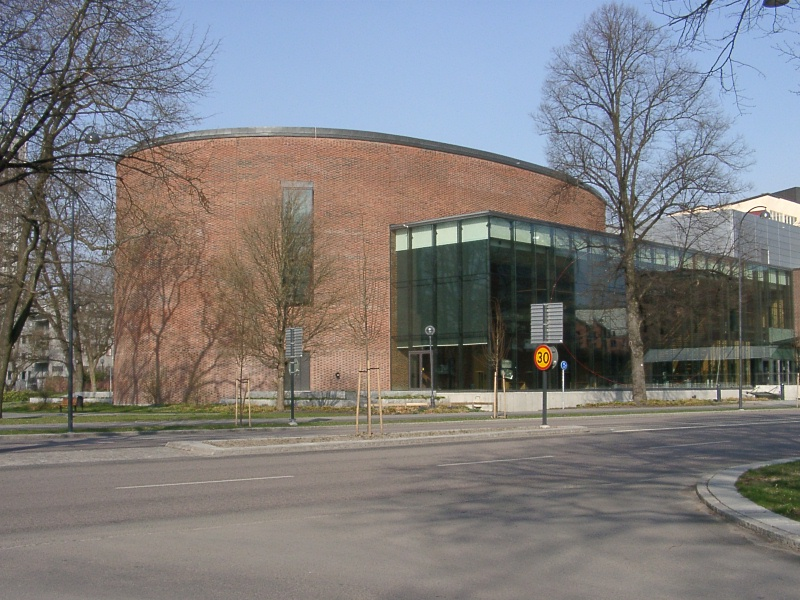
Västerås Konserthus

Västerås Sinfonietta är en av Sveriges äldsta orkestrar med rötter i det musiksällskap som startades 1883. Orkestern består av 30 musiker anställda på halvtid, orkesterchef, inspicient samt not- & publikansvarig.
Länsmusiken i Västmanland har i uppdrag att stötta och utveckla musik- och danslivet i Västmanlands län, inklusive inom Västerås stad. Vestmanniaensemblen är Länsmusikens enda fasta musikerkonstellation. Man håller ett stort antal konserter med cirka 78 000 besökare för år 2006. De offentliga konserterna är sammansatta av olika sorters musik; kammarmusik, jazz, folkmusik och underhållning är huvudgenrerna. För kammarmusiken svarar framför allt länets tre kammarmusikföreningar i Skinnskatteberg, Köping och Västerås samt enskilda arrangörer. För jazzmusiken finns Jazzligan i Fagersta, Sala Jazzklubb samt Jazzens Vänner i Västerås. Ett blandat utbud, gärna med inslag av folkmusik, erbjuds av bland andra Arboga Musikförening och Musik i Hed, länets musik- och kulturskolor samt kommunernas kulturförvaltningar. Speciellt jazzscenen i Västerås har fått genomslag såväl nationellt som internationellt.
Västerås konserthus invigdes den 7 september 2002. Under verksamhetsåret 2005 hade konserthuset sammanlagt 94 259 besökare vid 212 evenemang. Västerås konserthus har två salar med 900 respektive 200 platser.
Varje sommar arrangeras Västerås Cityfestival (ursprungligen Arosfestivalen och även Västerås Vattendrag), där diverse stora artister och DJ:s uppträder varje sommar.
Västerås Ungdomsstorband har vunnit SM i storband i kulturskoleklassen fem gånger.

### Museer

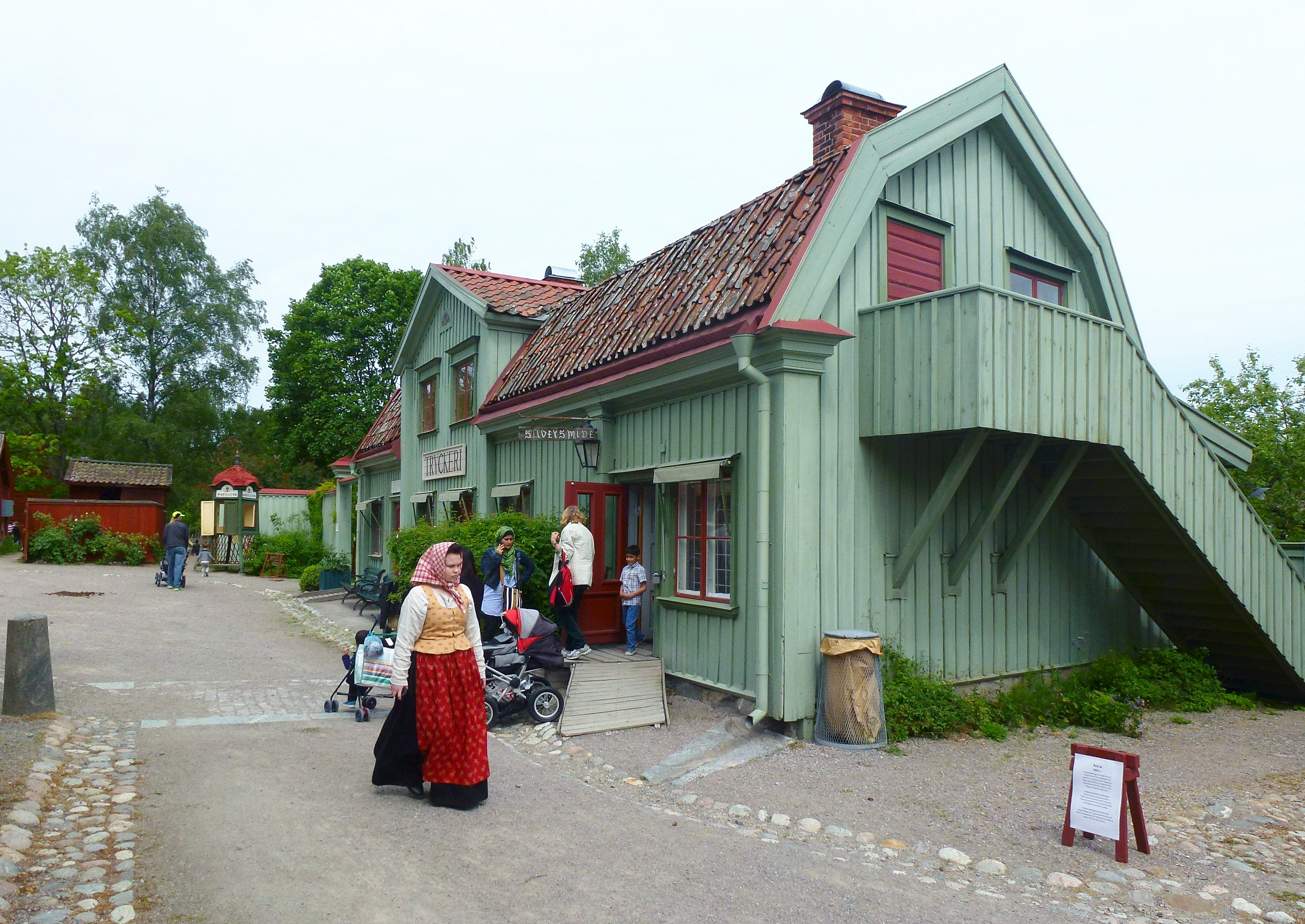
Vallby friluftsmuseum, Tenngjutaregården i stadskvarteret.

- Västmanlands läns museum
- Västerås konstmuseum
- Vallby friluftsmuseum
- Västerås flygmuseum
- Domkyrkans museum
- Västerås historiska skeppsmuseum
- Turbinhuset
- Vårdmuseet

### Kulturhus
- Culturen
- Växhuset

### Motorkultur
I Västerås hålls årligen bilträffen Västerås Summer Meet.

### Sport
Från Västerås kommer det ett antal framstående lag i högsta divisionerna och idrottare i landslagsklass. Västerås SK Fotboll har ungdomsakademi. Västerås Friidrottsklubb var år 2008 värd för SM i friidrott. Framstående idrottare från Västerås är bland andra Victor Nilsson Lindelöf, Mikael Backlund, Hampus Finndell, Alexander Galante Carlström, Pontus Holmberg, Jonna Adlerteg, Dennis Collander, Martina Thörn, Daniel Svensson, Samuel Dahl och Markus Oscarsson.

#### Bandy
De "grönvita" Västerås SK är Sveriges mest framgångsrika bandyklubb genom tiderna med hela 21 SM-guld på herrsidan och två på damsidan. 38 SM-finaler har klubben medverkat i på herrsidan och fem på damsidan, också det i särklass mest i Sverige. Utöver detta ett otal förstaplatser, seriesegrar, i landets högsta divisioner (som haft olika benämningar och gruppindelningar genom åren). 2019 vann VSK:s damlag trippeln (SM-Guld, Svenska Cupen och World Cup) som första lag någonsin i svensk bandy. År 1990, under stadens 1000-årsjubileum, spelades SM-finalen på klubbens hemmaarena Rocklunda IP. VSK både deltog och segrade i finalen, något som betraktades som jubileumsårets höjdpunkt.
Västerås SK har på herrsidan också en svårslagen, obruten svit i att delta i SM-slutspel. Sedan 1985 har klubben varje år nått minst kvartsfinal, och ofta längre än så.
Klubben bildades den 29 januari 1904. 2004 firades klubbens 100-årsjubileum med olika arrangemang, bl.a. en teaterföreställning som enbart handlade om "grönvitt".
Arenan Rocklunda, som sedan 2007 byggts om till hall (den andra bandyhallen i Sverige) under namnet ABB Arena Syd, var 1956 världens första konstfrysta bandyplan. Arenan delas med TB Västerås vars herrlag spelar i Allsvenskan samt med skridskoklubben Pollux.
Många landskamper och matcher i bandyns världsmästerskap har spelats i Västerås. Några gånger har Västerås varit huvudort för bandy-VM. Senast 2009 då Sverige inför fullsatta läktare slog Ryssland med 6-1 i finalen. 2004 vann Finland på Rocklunda sitt hittills enda VM-guld, genom att slå Sverige med 5-4 efter förlängning.

#### Fotboll
Gideonsbergs IF:s damlag vann SM-guld 1992 samt NM-guld 1993 i fotboll. 1993 vann de svenska cupen för damer. De har dessutom två förlorade SM-finaler från slutet av 1970-talet och början av 1980-talet. De ligger efter säsongen 2023 på fjortondeplats i damallsvenskans maratontabell.  Idag (2024) håller man till i Ettan. Under 2010-talets andra hälft har BK30 varit stadens mest framgångsrika damlag, och man spelade två säsonger i Elitettan 2017-2018. 
Västerås SK:s herrlag spelar 2024 i den högsta divisionen i Sverige, Allsvenskan, efter att ha vunnit Superettan 2023. VSK har även tidigare spelat fyra säsonger i Allsvenskan, där den senaste sejouren innan denna var 1997. Västerås IK har gjort en allsvensk säsong, den första upplagan någonsin 1924/1925, och spelar i dag (2024) i Division 4. I Division 4 spelar (2024) även stadens äldsta fotbollsklubb IFK Västerås, i folkmun kallat "elefanterna", som gjort 30 säsonger i landets näst högsta serie Superettan, senast 1987. Västeråsklubben Syrianska IF Kerburan, hemmahörande i stadsdelen Vallby, gjorde 4 raka säsonger i division 1 mellan åren 2009-2012 och slutade som bäst på tredje plats år 2010, samma år besegrades lokalkonkurrenten Västerås SK med 2-1 inför 6 441 åskådare. På senare tid har det gått tyngre för klubben och man återfinns säsongen 2024 också i Division 4.
Skiljebo SK från östra Västerås är i dag stadens näst bästa fotbollsklubb på herrsidan och man har den största ungdomsverksamheten i Västmanland. Klubben spelar 2024 i Division 2, tillsammans med Råbyklubben IK Franke som också är kända för framgångsrik ungdomsverksamhet och som bland annat fostrat Victor Nilsson Lindelöf och Pontus Kåmark.

#### Segling
Jollekappseglarna Västerås, JKV, är en kappseglingsklubb i stadsdelen Framnäs i Västerås bildad 1973. Seglingsaktiviteterna bedrivs på sjön Mälaren. Klubben har en framgångsrik historia med mängder av mästerskapsmedaljer där Marit Söderströms silver från olympiska sommarspelen 1988 i Seoul är den ädlaste. Det finns även många duktiga ungdomsseglare som plockat hem flera medaljer runt om i världen. Klubben har fostrat många duktiga seglare och har idag en stor ungdomssektion där seglingsträningen framförallt bedrivs i optimistjollar. Klubben har även seglare som seglar E-jolle, Laser Standard, CB66, C55 och Laser Radial. Vidare finns även en vindsurfingsektion.
Klubben har arrangerat flera stora tävlingar, bland annat Junior-SM år 2004 och 2016. Klubben stod som värd för 2008 års Nordiska mästerskap för juniorer där seglare i klasserna E-jolle, Optimistjolle, Laser Radial och Zoom 8 gjorde upp om medaljerna. JKV anordnar även flera regionala tävlingar som visar stort intresse.

#### Friidrott
Västerås Friidrottsklubb, VFK, grundades 1989 genom en sammanslagning av dåvarande IK VIK Friidrott och IFK Västerås friidrottssektion. Klubben är Västerås enda friidrottsklubb. Den har sin hemmaarena på Arosvallen och har en större inomhushall, Westinghouse Arena (tidigare namn QuickNet Arena). Klubbdräkten är blå och gul.
Klubben har en rad egna arrangemang på sitt program bl.a. Gurkspelen som 2001 firade sitt 30-årsjubileum och är en av landets största friidrottstävlingar för ungdomar. Ett annat arrangemang man anordnar är Vårruset som 2001 samlade över 10 000 deltagare. Västerås FK arrangerade dessutom SM i friidrott år 2008 på Arosvallen.

#### Handboll
VästeråsIrsta HF har säsongen 2024/25 sitt damlag i högsta serien och sitt herrlag i näst högsta serien, samt är efter säsongen 2024/25 trea i handbollens maratontabell för damer. I början av 1990-talet var damlaget uppe i ett flertal SM-finaler och vann Guld 1992. Herrlaget spelade SM-final mot Redbergslids IK 1991.

#### Innebandy
Rönnby IBK Tigers har länge varit ett av Sveriges elitserielag i daminnebandy. Klubben blev 2006 SM-tvåa efter finalförlust mot IKSU i Globen. Rönnby vann SM-guld 2007 och 2010 efter segrar mot IKSU i Globen. 2013 mötte man återigen IKSU i SM-finalen där det blev seger med 4-3. Denna gång spelades finalen i Malmö. Västerås IBF, Västerås Innebandy, har haft herrlag i Superligan och damlag i Division 1.

#### Ishockey
Västerås IK, Västerås Ishockeyklubb, återfinns säsongen 2024/25 i Hockeyallsvenskan. Den största framgången är vinst i elitseriens grundomgång säsongen 1992/1993. Man har även nått semifinal ett antal gånger under 1990-talet. 2000 åkte VIK ur elitserien och gick i konkurs. På hösten samma år startade klubben om i lägsta divisionen som de omedelbart vann och återfanns efter endast ett par år i näst högsta serien igen, där man alltså befinner sig än idag. I historiken finns även två SM-brons från 1960-talet. Klubben har sedan degraderingen varit med i kvalet till Elitserien 2007/08, 2008/09 och 2012/2013. Profiler som fostrats i VIK är bland andra Niklas Lidström, Patrik Juhlin, Patrik Berglund, Tommy Salo, Erik Ersberg och Mikael Backlund.
Tidigare i historien spelades även ishockey i Västerås SK. VSK tog SM-silver både 1925 och 1926.

#### Simning
Västerås Simsällskap bildades 3 november 1910. Landslagssimmare har varit Patrik Isaksson, Thomas Lejdström, Agneta Eriksson och Sven-Göran Johansson.

#### Alpint
Västerås Slalomklubb är en av Sveriges första slalomklubbar. Klubben bildades 1945 och var på 1980-talet den största klubben i Sverige. I Västerås ligger även skidanläggningen Vedbobacken.

#### Amerikansk fotboll
Västerås Roedeers är en klubb för amerikansk fotboll som startades 1989 av Bo-Göran Lundqvist och Viktor Krantz.
Klubben har lag aktiva i både herr- och damserien. Herrlaget spelar för närvarande (2024) i Division 2 Norra, medan damlaget spelar i Division 1 Dam. Bägge lagen spelar sina matcher på Arosvallen i centrala Västerås.

#### Baseboll
- Westerås Baseboll är Sveriges första basebollklubb och grundades 1910 (under namnet Västerås Bäsbollklubb). Man hade sina glansdagar i mitten av 1990-talet då man spelade i Sveriges högsta division Elitserien.

#### Badminton
Västerås Badmintonförening hade sin storhetsperiod under tidigt 1990-tal, då man spelade i högsta serien och hade flera av Sveriges bästa badmintonspelare. Idag spelar man i Division 1 och har juniorlandslagsspelaren Denise Shen och Johan Björkholm rankad etta på den nationella rankinglistan bland seniorerna.

#### Roller Derby
Västerås Roller Derby bildades 2011. 2013 kom laget på sjunde plats i det första Svenska Mästerskapet i roller derby, vilket följdes upp med en femteplats i Svenska Mästerskapet 2014. Västerås Roller Derby spelar under säsongen 2014/2015 i Elitserien i roller derby. Laget spelade i den historiska öppningsmatchen av det svenska seriespelet i Göteborg den 18 oktober 2014.

#### Skytte
Västerås Frivilliga Skarpskytteförening som bildades 1862 är en av stadens äldsta idrottsföreningar. Föreningen bedriver sportskytte för alla åldrar och står ofta som arrangör för större tävlingsevenemang såsom svenska mästerskap.

## Personer med anknytning till Västerås
Se Kategori:Västeråsare för en lista över personer med stark anknytning till Västerås.